# Liga Campionilor EHF Masculin 2019-2020 - faza grupelor
Faza grupelor a Ligii Campionilor EHF Masculin 2019-2020 a început pe 11 septembrie 2019 și a luat sfârșit pe 1 martie 2020. În total, 28 de echipe au concurat pentru cele 14 locuri din fazele eliminatorii ale Ligii Campionilor EHF 2019-2020.

## Tragerea la sorți
Tragerea la sorți a fazei grupelor a avut loc pe 27 iunie 2019.

### Distribuția în urnele valorice
Urnele valorice au fost anunțate pe 20 iunie 2019.
| Urna 1                          | Urna a 2-a                      | Urna a 3-a                             | Urna a 4-a                     |
| ------------------------------- | ------------------------------- | -------------------------------------- | ------------------------------ |
| PSG Handball RK Vardar          | FC Barcelona Telekom Veszprém   | SG Flensburg-Handewitt PGE Vive Kielce | Meșkov Brest Aalborg Håndbold  |
| Urna a 5-a                      | Urna a 6-a                      | Urna a 7-a                             | Urna a 8-a                     |
| MOL-Pick Szeged Motor Zaporojie | PPD Zagreb Montpellier Handball | Elverum Håndball Porto Sofarma         | THW Kiel Celje Pivovarna Laško |

| Urna 1                             | Urna a 2-a                      | Urna a 3-a                            |
| ---------------------------------- | ------------------------------- | ------------------------------------- |
| Dinamo București IK Sävehof        | Cehovskie Medvedi Tatran Prešov | Riihimäki Cocks Kadetten Schaffhausen |
| Urna a 4-a                         | Urna a 5-a                      | Urna a 6-a                            |
| Eurofarm Rabotnik IFK Kristianstad | Bidasoa Irun Orlen Wisła Płock  | GOG Håndbold Sporting CP              |

## Format
În fiecare din cele patru grupe, echipele au jucat după un dublu sistem de tip fiecare cu fiecare, în meciuri pe teren propriu și în deplasare.
După terminarea meciurilor fazei grupelor, departajarea echipelor calificate în fazele eliminatorii s-a făcut după cum urmează:
- Grupele A și B – echipele câștigătoare au avansat direct în sferturile de finală, în timp ce cele cinci echipe clasate pe locurile 2–6 din fiecare grupă au avansat în optimi.
- Grupele C și D – echipele clasate pe primele două locuri în fiecare grupă au jucat într-un turneu de tip play-off, cu meciuri pe teren propriu și în deplasare. Câștigătoarele acestui turneu au avansat în optimile de finală, alăturându-se celor 10 echipe din grupele A și B.

## Modul de departajare
În faza grupelor echipele au fost departajate pe bază de punctaj (2 puncte pentru victorie, 1 punct pentru meci egal, 0 puncte pentru înfrângere). La terminarea fazei grupelor, acolo unde două echipe dintr-o grupă au acumulat același număr de puncte, departajarea lor s-a făcut conform capitolului 4.3, secțiunea 4.3.1.1 din regulament, ținând cont de următoarele criterii și în următoarea ordine:
1. Cel mai mare număr de puncte obținute în meciurile directe;
2. Golaveraj superior în meciurile directe;
3. Cel mai mare număr de goluri înscrise în meciurile directe (sau în meciul din deplasare, în cazul sistemului tur-retur);
4. Golaveraj superior în toate meciurile din grupă;
5. Cel mai bun golaveraj pozitiv în toate meciurile din grupă;

În situația în care echipele ar fi rămas la egalitate și după folosirea criteriilor de mai sus, atunci Federația Europeană de Handbal ar fi urmat să ia o decizie de departajare prin tragere la sorți, dar acest lucru nu a fost necesar. 
În timpul fazei grupelor, doar criteriile 4–5 s-au aplicat pentru a determina clasamentul provizoriu al echipelor.

## Grupele
Partidele s-au desfășurat în zilele de 11–15 septembrie, 18–22 septembrie, 25–29 septembrie, 9–13 octombrie, 16–20 octombrie, 30 octombrie–3 noiembrie, 6–10 noiembrie, 13–17 noiembrie, 20–24 noiembrie, 27 noiembrie–1 decembrie 2019. În grupele A și B s-au desfășurat meciuri suplimentare, pe 5–9 februarie, 12–16 februarie, 19–23 februarie și 26 februarie–1 martie 2020.

### Grupa A
| Loc | Echipa                 | MJ | V  | E | Î  | GM  | GP  | DG   | Pct | Calificare           |
| --- | ---------------------- | -- | -- | - | -- | --- | --- | ---- | --- | -------------------- |
| 1   | FC Barcelona           | 14 | 13 | 0 | 1  | 485 | 380 | +105 | 26  | Sferturile de finală |
| 2   | PSG Handball           | 14 | 11 | 0 | 3  | 444 | 389 | +55  | 22  | Optimile de finală   |
| 3   | MOL-Pick Szeged        | 14 | 9  | 2 | 3  | 409 | 370 | +39  | 20  | Optimile de finală   |
| 4   | Aalborg Håndbold       | 14 | 7  | 1 | 6  | 416 | 420 | −4   | 15  | Optimile de finală   |
| 5   | SG Flensburg-Handewitt | 14 | 7  | 1 | 6  | 388 | 379 | +9   | 15  | Optimile de finală   |
| 6   | Celje Pivovarna Laško  | 14 | 3  | 0 | 11 | 355 | 429 | −74  | 6   | Optimile de finală   |
| 7   | PPD Zagreb             | 14 | 2  | 1 | 11 | 343 | 419 | −76  | 5   |                      |
| 8   | Elverum Håndball       | 14 | 1  | 1 | 12 | 365 | 419 | −54  | 3   |                      |

1. 1 2  Aalborg Håndbold 63–57 SG Flensburg-Handewitt

| 14 septembrie 2019 17:30 | MOL-Pick Szeged | 31–28   | FC Barcelona | Városi Sportcsarnok, Szeged Asistență: 3,200 Arbitri: Elíasson, Pálsson |
| 14 septembrie 2019 17:30 | Maqueda 7       | (18–11) | Fabregas 8   | Városi Sportcsarnok, Szeged Asistență: 3,200 Arbitri: Elíasson, Pálsson |
| 14 septembrie 2019 17:30 | 3× 2×           | Raport  | 2×           | Városi Sportcsarnok, Szeged Asistență: 3,200 Arbitri: Elíasson, Pálsson |

| 14 septembrie 2019 20:00 | PPD Zagreb        | 29–37   | PSG Handball      | Arena Zagreb, Zagreb Asistență: 5,865 Arbitri: Horváth, Marton |
| 14 septembrie 2019 20:00 | Bičanić, Horvat 6 | (15–19) | Ekdahl du Rietz 7 | Arena Zagreb, Zagreb Asistență: 5,865 Arbitri: Horváth, Marton |
| 14 septembrie 2019 20:00 | 5× 2×             | Raport  | 2× 1×             | Arena Zagreb, Zagreb Asistență: 5,865 Arbitri: Horváth, Marton |

| 15 septembrie 2019 17:00 | Celje Pivovarna Laško | 24–25   | SG Flensburg-Handewitt | Arena Zlatorog, Celje Asistență: 4,000 Arbitri: Caçador, Nicolau |
| 15 septembrie 2019 17:00 | Šarac 5               | (12–13) | Golla 6                | Arena Zlatorog, Celje Asistență: 4,000 Arbitri: Caçador, Nicolau |
| 15 septembrie 2019 17:00 | 4× 1×                 | Raport  | 5× 2×                  | Arena Zlatorog, Celje Asistență: 4,000 Arbitri: Caçador, Nicolau |

| 15 septembrie 2019 19:00 | Elverum Håndball      | 24–34   | Aalborg Håndbold         | Terningen Arena, Elverum Asistență: 2,283 Arbitri: Mažeika, Gatelis |
| 15 septembrie 2019 19:00 | Guðjónsson, Sandell 5 | (12–18) | Barthold, Christiansen 7 | Terningen Arena, Elverum Asistență: 2,283 Arbitri: Mažeika, Gatelis |
| 15 septembrie 2019 19:00 | 3× 2×                 | Raport  | 4× 2×                    | Terningen Arena, Elverum Asistență: 2,283 Arbitri: Mažeika, Gatelis |

| 18 septembrie 2019 19:00 | SG Flensburg-Handewitt | 26–19  | Elverum Håndball | Flens-Arena, Flensburg Asistență: 3,105 Arbitri: Bonaventura, Bonaventura |
| 18 septembrie 2019 19:00 | Svan Hansen 6          | (12–9) | Guðjónsson 7     | Flens-Arena, Flensburg Asistență: 3,105 Arbitri: Bonaventura, Bonaventura |
| 18 septembrie 2019 19:00 | 2× 1×                  | Raport | 2×               | Flens-Arena, Flensburg Asistență: 3,105 Arbitri: Bonaventura, Bonaventura |

| 21 septembrie 2019 20:00 | FC Barcelona | 45–21   | Celje Pivovarna Laško | Palau Blaugrana, Barcelona Asistență: 1,905 Arbitri: Gasmi, Gasmi |
| 21 septembrie 2019 20:00 | Cindrić 8    | (21–13) | Silva 5               | Palau Blaugrana, Barcelona Asistență: 1,905 Arbitri: Gasmi, Gasmi |
| 21 septembrie 2019 20:00 | 2× 1×        | Raport  | 2×                    | Palau Blaugrana, Barcelona Asistență: 1,905 Arbitri: Gasmi, Gasmi |

| 22 septembrie 2019 16:50 | Aalborg     | 30–20   | PPD Zagreb       | Jutlander Bank Arena, Aalborg Asistență: 4,133 Arbitri: Schulze, Tönnies |
| 22 septembrie 2019 16:50 | Barthold 12 | (13–11) | Horvat, Hrstić 4 | Jutlander Bank Arena, Aalborg Asistență: 4,133 Arbitri: Schulze, Tönnies |
| 22 septembrie 2019 16:50 | 4× 3×       | Raport  | 5× 3× 2×         | Jutlander Bank Arena, Aalborg Asistență: 4,133 Arbitri: Schulze, Tönnies |

| 22 septembrie 2019 19:00 | PSG Handball  | 30–25   | MOL-Pick Szeged | Stade Pierre de Coubertin, Paris Asistență: 1,800 Arbitri: Nikolov, Nachevski |
| 22 septembrie 2019 19:00 | N.Karabatić 8 | (16–14) | Maqueda 6       | Stade Pierre de Coubertin, Paris Asistență: 1,800 Arbitri: Nikolov, Nachevski |
| 22 septembrie 2019 19:00 | 4× 2×         | Raport  | 3× 2×           | Stade Pierre de Coubertin, Paris Asistență: 1,800 Arbitri: Nikolov, Nachevski |

| 28 septembrie 2019 17:30 | MOL-Pick Szeged | 24–24   | SG Flensburg-Handewitt | Városi Sportcsarnok, Szeged Asistență: 3,200 Arbitri: Brunovský, Čanda |
| 28 septembrie 2019 17:30 | Radivojević 11  | (12–12) | Johannessen 9          | Városi Sportcsarnok, Szeged Asistență: 3,200 Arbitri: Brunovský, Čanda |
| 28 septembrie 2019 17:30 | 1×              | Raport  | 2×                     | Városi Sportcsarnok, Szeged Asistență: 3,200 Arbitri: Brunovský, Čanda |

| 28 septembrie 2019 17:30 | Elverum Håndball | 22–25  | PSG Handball | Håkons Hall, Lillehammer Asistență: 12,377 Arbitri: Horáček, Novotný |
| 28 septembrie 2019 17:30 | Sandell 5        | (9–13) | Keita 8      | Håkons Hall, Lillehammer Asistență: 12,377 Arbitri: Horáček, Novotný |
| 28 septembrie 2019 17:30 | 6× 3× 1×         | Raport | 3×           | Håkons Hall, Lillehammer Asistență: 12,377 Arbitri: Horáček, Novotný |

| 28 septembrie 2019 20:30 | PPD Zagreb | 19–36  | FC Barcelona | Dvorana Krešimir Ćosić, Zadar Asistență: 6,900 Arbitri: Leszczyński, Piechota |
| 28 septembrie 2019 20:30 | Šipić 4    | (9–21) | Gómez 8      | Dvorana Krešimir Ćosić, Zadar Asistență: 6,900 Arbitri: Leszczyński, Piechota |
| 28 septembrie 2019 20:30 | 7× 1×      | Raport | 4× 2×        | Dvorana Krešimir Ćosić, Zadar Asistență: 6,900 Arbitri: Leszczyński, Piechota |

| 29 septembrie 2019 17:00 | Celje Pivovarna Laško | 28–29   | Aalborg Handbold | Arena Zlatorog, Celje Arbitri: Nikolić, Stojković |
| 29 septembrie 2019 17:00 | Silva, Šarac 6        | (14–10) | Jensen 5         | Arena Zlatorog, Celje Arbitri: Nikolić, Stojković |
| 29 septembrie 2019 17:00 | 3× 1×                 | Raport  | 5× 2× 1×         | Arena Zlatorog, Celje Arbitri: Nikolić, Stojković |

| 9 octombrie 2019 19:00 | SG Flensburg-Handewitt | 20–17   | PPD Zagreb | Flens-Arena, Flensburg Asistență: 3,355 Arbitri: Kurtagic, Wetterwik |
| 9 octombrie 2019 19:00 | Golla 5                | (10–10) | Horvat 6   | Flens-Arena, Flensburg Asistență: 3,355 Arbitri: Kurtagic, Wetterwik |
| 9 octombrie 2019 19:00 | 3× 2×                  | Raport  | 3× 1×      | Flens-Arena, Flensburg Asistență: 3,355 Arbitri: Kurtagic, Wetterwik |

| 12 octombrie 2019 20:00 | FC Barcelona | 33–24   | Elverum Håndball | Palau Blaugrana, Barcelona Asistență: 1,996 Arbitri: Brkic, Jusufhodzic |
| 12 octombrie 2019 20:00 | Cindrić 7    | (15–12) | Henneberg 8      | Palau Blaugrana, Barcelona Asistență: 1,996 Arbitri: Brkic, Jusufhodzic |
| 12 octombrie 2019 20:00 | 4× 1×        | Raport  | 3×               | Palau Blaugrana, Barcelona Asistență: 1,996 Arbitri: Brkic, Jusufhodzic |

| 13 octombrie 2019 16:50 | Aalborg     | 28–35   | MOL-Pick Szeged | Jutlander Bank Arena, Aalborg Asistență: 4,382 Arbitri: Santos, Fonseca |
| 13 octombrie 2019 16:50 | Møllgaard 7 | (17–22) | Bánhidi 11      | Jutlander Bank Arena, Aalborg Asistență: 4,382 Arbitri: Santos, Fonseca |
| 13 octombrie 2019 16:50 | 3× 2×       | Raport  | 4×              | Jutlander Bank Arena, Aalborg Asistență: 4,382 Arbitri: Santos, Fonseca |

| 13 octombrie 2019 17:00 | PSG Handball | 27–18   | Celje Pivovarna Laško | Stade Pierre de Coubertin, Paris Asistență: 2,500 Arbitri: Konjičanin, Konjičanin |
| 13 octombrie 2019 17:00 | Remili 7     | (13–11) | Grebenc 5             | Stade Pierre de Coubertin, Paris Asistență: 2,500 Arbitri: Konjičanin, Konjičanin |
| 13 octombrie 2019 17:00 | 1×           | Raport  | 4× 2×                 | Stade Pierre de Coubertin, Paris Asistență: 2,500 Arbitri: Konjičanin, Konjičanin |

| 19 octombrie 2019 20:00 | FC Barcelona | 36–32   | PSG Handball | Palau Blaugrana, Barcelona Asistență: 4,315 Arbitri: Nikolov, Nachevski |
| 19 octombrie 2019 20:00 | Gómez 8      | (19–15) | Karabatic 8  | Palau Blaugrana, Barcelona Asistență: 4,315 Arbitri: Nikolov, Nachevski |
| 19 octombrie 2019 20:00 | 2× 1×        | Raport  | 3×           | Palau Blaugrana, Barcelona Asistență: 4,315 Arbitri: Nikolov, Nachevski |

| 20 octombrie 2019 16:50 | Aalborg    | 31–28   | SG Flensburg-Handewitt     | Jutlander Bank Arena, Aalborg Asistență: 4,653 Arbitri: Baďura, Ondogrecula |
| 20 octombrie 2019 16:50 | Barthold 8 | (14–16) | Johannessen, Svan Hansen 6 | Jutlander Bank Arena, Aalborg Asistență: 4,653 Arbitri: Baďura, Ondogrecula |
| 20 octombrie 2019 16:50 | 1× 2×      | Raport  | 3×                         | Jutlander Bank Arena, Aalborg Asistență: 4,653 Arbitri: Baďura, Ondogrecula |

| 20 octombrie 2019 17:00 | Celje Pivovarna Laško | 32–25   | Elverum Håndball | Arena Zlatorog, Celje Asistență: 3,300 Arbitri: Geipel, Helbig |
| 20 octombrie 2019 17:00 | trei jucători 5       | (14–15) | Guðjónsson 10    | Arena Zlatorog, Celje Asistență: 3,300 Arbitri: Geipel, Helbig |
| 20 octombrie 2019 17:00 | 3× 2×                 | Raport  | 3× 1×            | Arena Zlatorog, Celje Asistență: 3,300 Arbitri: Geipel, Helbig |

| 20 octombrie 2019 17:00 | PPD Zagreb | 21–26   | MOL-Pick Szeged     | Arena Zagreb, Zagreb Asistență: 3,721 Arbitri: Zotin, Volodkov |
| 20 octombrie 2019 17:00 | Šipić 6    | (10–15) | Maqueda, Šoštarič 5 | Arena Zagreb, Zagreb Asistență: 3,721 Arbitri: Zotin, Volodkov |
| 20 octombrie 2019 17:00 | 9× 3× 1×   | Raport  | 6× 3× 1×            | Arena Zagreb, Zagreb Asistență: 3,721 Arbitri: Zotin, Volodkov |

| 30 octombrie 2019 19:00 | SG Flensburg-Handewitt | 27–34   | FC Barcelona    | Flens-Arena, Flensburg Asistență: 5,221 Arbitri: Mažeika, Gatelis |
| 30 octombrie 2019 19:00 | Jurecki                | (12–18) | trei jucători 5 | Flens-Arena, Flensburg Asistență: 5,221 Arbitri: Mažeika, Gatelis |
| 30 octombrie 2019 19:00 | 4× 2×                  | Raport  | 6× 1×           | Flens-Arena, Flensburg Asistență: 5,221 Arbitri: Mažeika, Gatelis |

| 2 noiembrie 2019 17:15 | PSG Handball | 37–24   | Aalborg Handbold | Stade Pierre de Coubertin, Paris Asistență: 2,500 Arbitri: Pavićević, Ražnatović |
| 2 noiembrie 2019 17:15 | Hansen 6     | (18–11) | Jakobsen 5       | Stade Pierre de Coubertin, Paris Asistență: 2,500 Arbitri: Pavićević, Ražnatović |
| 2 noiembrie 2019 17:15 | 4× 2×        | Raport  | 2×               | Stade Pierre de Coubertin, Paris Asistență: 2,500 Arbitri: Pavićević, Ražnatović |

| 3 noiembrie 2019 17:00 | MOL-Pick Szeged | 31–24   | Celje Pivovarna Laško | Városi Sportcsarnok, Szeged Asistență: 3,200 Arbitri: Bonaventura, Bonaventura |
| 3 noiembrie 2019 17:00 | Radivojević 8   | (14–14) | Šarac 7               | Városi Sportcsarnok, Szeged Asistență: 3,200 Arbitri: Bonaventura, Bonaventura |
| 3 noiembrie 2019 17:00 | 1×              | Raport  | 3× 2×                 | Városi Sportcsarnok, Szeged Asistență: 3,200 Arbitri: Bonaventura, Bonaventura |

| 3 noiembrie 2019 19:00 | Elverum Håndball | 30–30   | PPD Zagreb | Terningen Arena, Elverum Asistență: 2,034 Arbitri: Santos, Fonseca |
| 3 noiembrie 2019 19:00 | Blonz 8          | (13–18) | Gadža 8    | Terningen Arena, Elverum Asistență: 2,034 Arbitri: Santos, Fonseca |
| 3 noiembrie 2019 19:00 | 8× 2×            | Raport  | 6× 3×      | Terningen Arena, Elverum Asistență: 2,034 Arbitri: Santos, Fonseca |

| 6 noiembrie 2019 19:00 | SG Flensburg-Handewitt | 29–30   | PSG Handball        | Flens-Arena, Flensburg Asistență: 5,030 Arbitri: Jurinović, Mrvica |
| 6 noiembrie 2019 19:00 | Rød, Steinhauser 6     | (13–14) | Hansen, Karabatić 5 | Flens-Arena, Flensburg Asistență: 5,030 Arbitri: Jurinović, Mrvica |
| 6 noiembrie 2019 19:00 | 3×                     | Raport  | 2× 1×               | Flens-Arena, Flensburg Asistență: 5,030 Arbitri: Jurinović, Mrvica |

| 10 noiembrie 2019 16:50 | Aalborg  | 30–34   | FC Barcelona | Jutlander Bank Arena, Aalborg Asistență: 5,000 Arbitri: Brunner, Salah |
| 10 noiembrie 2019 16:50 | Jensen 6 | (14–15) | Gómez 9      | Jutlander Bank Arena, Aalborg Asistență: 5,000 Arbitri: Brunner, Salah |
| 10 noiembrie 2019 16:50 | 2×       | Raport  | 4× 1×        | Jutlander Bank Arena, Aalborg Asistență: 5,000 Arbitri: Brunner, Salah |

| 10 noiembrie 2019 17:00 | MOL-Pick Szeged | 32–25   | Elverum Håndball | Városi Sportcsarnok, Szeged Asistență: 3,200 Arbitri: Sondors, Līcis |
| 10 noiembrie 2019 17:00 | Jitnikov 5      | (15–13) | Blonz 8          | Városi Sportcsarnok, Szeged Asistență: 3,200 Arbitri: Sondors, Līcis |
| 10 noiembrie 2019 17:00 | 6× 1×           | Raport  | 5× 2×            | Városi Sportcsarnok, Szeged Asistență: 3,200 Arbitri: Sondors, Līcis |

| 10 noiembrie 2019 17:00 | Celje Pivovarna Laško | 24–22  | PPD Zagreb | Arena Zlatorog, Celje Asistență: 4,850 Arbitri: Marín, García |
| 10 noiembrie 2019 17:00 | Šarac 6               | (10–8) | Bičanić 6  | Arena Zlatorog, Celje Asistență: 4,850 Arbitri: Marín, García |
| 10 noiembrie 2019 17:00 | 5× 1×                 | Raport | 5× 2×      | Arena Zlatorog, Celje Asistență: 4,850 Arbitri: Marín, García |

| 14 noiembrie 2019 18:00 | PPD Zagreb | 27–31   | Celje Pivovarna Laško | Arena Zagreb, Zagreb Asistență: 2,634 Arbitri: Horáček, Novotný |
| 14 noiembrie 2019 18:00 | Vistorop 6 | (11–14) | Šarac 10              | Arena Zagreb, Zagreb Asistență: 2,634 Arbitri: Horáček, Novotný |
| 14 noiembrie 2019 18:00 | 4× 2×      | Raport  | 5× 1×                 | Arena Zagreb, Zagreb Asistență: 2,634 Arbitri: Horáček, Novotný |

| 16 noiembrie 2019 20:00 | FC Barcelona | 44–35   | Aalborg Handbold | Palau Blaugrana, Barcelona Asistență: 2,139 Arbitri: Geipel, Helbig |
| 16 noiembrie 2019 20:00 | Gómez 9      | (22–17) | Saugstrup 6      | Palau Blaugrana, Barcelona Asistență: 2,139 Arbitri: Geipel, Helbig |
| 16 noiembrie 2019 20:00 | 1× 2×        | Raport  | 1× 2×            | Palau Blaugrana, Barcelona Asistență: 2,139 Arbitri: Geipel, Helbig |

| 17 noiembrie 2019 17:00 | PSG Handball      | 32–30   | SG Flensburg-Handewitt | Stade Pierre de Coubertin, Paris Asistență: 2,500 Arbitri: Leszczyński, Piechota |
| 17 noiembrie 2019 17:00 | Hansen, Sagosen 7 | (17–16) | patru jucători 5       | Stade Pierre de Coubertin, Paris Asistență: 2,500 Arbitri: Leszczyński, Piechota |
| 17 noiembrie 2019 17:00 | 4× 2×             | Raport  | 6× 3×                  | Stade Pierre de Coubertin, Paris Asistență: 2,500 Arbitri: Leszczyński, Piechota |

| 17 noiembrie 2019 19:00 | Elverum Håndball | 25–26  | MOL-Pick Szeged | Terningen Arena, Elverum Asistență: 1,941 Arbitri: Kurtagic, Wetterwik |
| 17 noiembrie 2019 19:00 | Sandell 10       | (9–14) | Maqueda 6       | Terningen Arena, Elverum Asistență: 1,941 Arbitri: Kurtagic, Wetterwik |
| 17 noiembrie 2019 19:00 | 2× 1×            | Raport | 5× 1×           | Terningen Arena, Elverum Asistență: 1,941 Arbitri: Kurtagic, Wetterwik |

| 23 noiembrie 2019 20:00 | FC Barcelona | 31–27   | SG Flensburg-Handewitt | Palau Blaugrana, Barcelona Asistență: 2,521 Arbitri: Santos, Fonseca |
| 23 noiembrie 2019 20:00 | Gómez 10     | (15–15) | Lier, Steinhauser 6    | Palau Blaugrana, Barcelona Asistență: 2,521 Arbitri: Santos, Fonseca |
| 23 noiembrie 2019 20:00 | 4×           | Raport  | 4× 1×                  | Palau Blaugrana, Barcelona Asistență: 2,521 Arbitri: Santos, Fonseca |

| 24 noiembrie 2019 16:50 | Aalborg     | 29–32   | PSG Handball      | Jutlander Bank Arena, Aalborg Asistență: 5,000 Arbitri: Brkic, Jusufhodzic |
| 24 noiembrie 2019 16:50 | Saugstrup 6 | (14–17) | Hansen, Sagosen 7 | Jutlander Bank Arena, Aalborg Asistență: 5,000 Arbitri: Brkic, Jusufhodzic |
| 24 noiembrie 2019 16:50 | 1× 2×       | Raport  | 4× 2×             | Jutlander Bank Arena, Aalborg Asistență: 5,000 Arbitri: Brkic, Jusufhodzic |

| 24 noiembrie 2019 17:00 | Celje Pivovarna Laško | 23–34   | MOL-Pick Szeged | Arena Zlatorog, Celje Asistență: 4,900 Arbitri: Brunner, Salah |
| 24 noiembrie 2019 17:00 | Šarac 6               | (11–19) | Bánhidi 7       | Arena Zlatorog, Celje Asistență: 4,900 Arbitri: Brunner, Salah |
| 24 noiembrie 2019 17:00 | 4× 2×                 | Raport  | 4× 1×           | Arena Zlatorog, Celje Asistență: 4,900 Arbitri: Brunner, Salah |

| 24 noiembrie 2019 17:00 | PPD Zagreb | 30–27   | Elverum Håndball | Arena Zagreb, Zagreb Asistență: 2,500 Arbitri: Pichon, Reveret |
| 24 noiembrie 2019 17:00 | Bičanić 8  | (16–13) | Guðjónsson 7     | Arena Zagreb, Zagreb Asistență: 2,500 Arbitri: Pichon, Reveret |
| 24 noiembrie 2019 17:00 | 5× 3×      | Raport  | 3×               | Arena Zagreb, Zagreb Asistență: 2,500 Arbitri: Pichon, Reveret |

| 30 noiembrie 2019 17:30 | MOL-Pick Szeged | 33–23  | PPD Zagreb | Városi Sportcsarnok, Szeged Asistență: 3,200 Arbitri: Gousko, Repkin |
| 30 noiembrie 2019 17:30 | Cañellas 5      | (14–7) | Gadža 7    | Városi Sportcsarnok, Szeged Asistență: 3,200 Arbitri: Gousko, Repkin |
| 30 noiembrie 2019 17:30 | 1× 3×           | Raport | 2× 3×      | Városi Sportcsarnok, Szeged Asistență: 3,200 Arbitri: Gousko, Repkin |

| 1 decembrie 2019 17:00 | PSG Handball      | 32–35   | FC Barcelona          | Stade Pierre de Coubertin, Paris Asistență: 3,346 Arbitri: Gubica, Milošević |
| 1 decembrie 2019 17:00 | Hansen, Sagosen 8 | (17–16) | Cindrić, Pálmarsson 6 | Stade Pierre de Coubertin, Paris Asistență: 3,346 Arbitri: Gubica, Milošević |
| 1 decembrie 2019 17:00 | 6× 3×             | Raport  | 2× 3×                 | Stade Pierre de Coubertin, Paris Asistență: 3,346 Arbitri: Gubica, Milošević |

| 1 decembrie 2019 19:00 | SG Flensburg-Handewitt | 29–32   | Aalborg Handbold | Flens-Arena, Flensburg Asistență: 4,406 Arbitri: Nikolov, Nachevski |
| 1 decembrie 2019 19:00 | Johannessen 5          | (15–18) | trei jucători 7  | Flens-Arena, Flensburg Asistență: 4,406 Arbitri: Nikolov, Nachevski |
| 1 decembrie 2019 19:00 | 3× 2×                  | Raport  | 2×               | Flens-Arena, Flensburg Asistență: 4,406 Arbitri: Nikolov, Nachevski |

| 1 decembrie 2019 19:00 | Elverum Håndball | 37–26   | Celje Pivovarna Laško | Terningen Arena, Elverum Asistență: 1,910 Arbitri: Brunovský, Čanda |
| 1 decembrie 2019 19:00 | patru jucători 6 | (21–13) | Horžen 5              | Terningen Arena, Elverum Asistență: 1,910 Arbitri: Brunovský, Čanda |
| 1 decembrie 2019 19:00 | 1× 3×            | Raport  | 4× 1×                 | Terningen Arena, Elverum Asistență: 1,910 Arbitri: Brunovský, Čanda |

| 8 februarie 2020 18:00 | MOL-Pick Szeged | 26–26   | Aalborg Handbold | Városi Sportcsarnok, Szeged Asistență: 3,200 Arbitri: Leszczyński, Piechota |
| 8 februarie 2020 18:00 | Bombač 5        | (13–15) | Juul, Smárason 6 | Városi Sportcsarnok, Szeged Asistență: 3,200 Arbitri: Leszczyński, Piechota |
| 8 februarie 2020 18:00 | 1× 2×           | Raport  | 4×               | Városi Sportcsarnok, Szeged Asistență: 3,200 Arbitri: Leszczyński, Piechota |

| 8 februarie 2020 18:00 | PPD Zagreb | 25–26  | SG Flensburg-Handewitt | Arena Zagreb, Zagreb Asistență: 5,364 Arbitri: Elíasson, Pálsson |
| 8 februarie 2020 18:00 | Šipić 8    | (9–11) | Steinhauser 7          | Arena Zagreb, Zagreb Asistență: 5,364 Arbitri: Elíasson, Pálsson |
| 8 februarie 2020 18:00 | 7× 3×      | Raport | 4× 3×                  | Arena Zagreb, Zagreb Asistență: 5,364 Arbitri: Elíasson, Pálsson |

| 9 februarie 2020 17:00 | Celje Pivovarna Laško | 29–33   | PSG Handball | Arena Zlatorog, Celje Asistență: 4,700 Arbitri: Zotin, Volodkov |
| 9 februarie 2020 17:00 | Kodrin 5              | (13–17) | Syprzak 9    | Arena Zlatorog, Celje Asistență: 4,700 Arbitri: Zotin, Volodkov |
| 9 februarie 2020 17:00 | 2× 3×                 | Raport  | 2× 3×        | Arena Zlatorog, Celje Asistență: 4,700 Arbitri: Zotin, Volodkov |

| 9 februarie 2020 19:00 | Elverum Håndball | 26–30   | FC Barcelona   | Terningen Arena, Elverum Asistență: 2,507 Arbitri: Konjičanin, Konjičanin |
| 9 februarie 2020 19:00 | Fredriksen 5     | (14–16) | Ariño, Gómez 6 | Terningen Arena, Elverum Asistență: 2,507 Arbitri: Konjičanin, Konjičanin |
| 9 februarie 2020 19:00 | 3× 2×            | Raport  | 1×             | Terningen Arena, Elverum Asistență: 2,507 Arbitri: Konjičanin, Konjičanin |

| 15 februarie 2020 17:30 | Elverum Håndball | 28–34   | SG Flensburg-Handewitt | Håkons Hall, Lillehammer Asistență: 9,312 Arbitri: Brunner, Salah |
| 15 februarie 2020 17:30 | Blonz 9          | (14–15) | Steinhauser 7          | Håkons Hall, Lillehammer Asistență: 9,312 Arbitri: Brunner, Salah |
| 15 februarie 2020 17:30 | 2× 1×            | Raport  | 3× 2×                  | Håkons Hall, Lillehammer Asistență: 9,312 Arbitri: Brunner, Salah |

| 15 februarie 2020 20:00 | FC Barcelona        | 32–23  | PPD Zagreb | Palau Blaugrana, Barcelona Asistență: 3,215 Arbitri: Mandák, Rudinský |
| 15 februarie 2020 20:00 | Pálmarsson, Tomás 6 | (17–9) | Božović 6  | Palau Blaugrana, Barcelona Asistență: 3,215 Arbitri: Mandák, Rudinský |
| 15 februarie 2020 20:00 | 1× 2×               | Raport | 3× 2×      | Palau Blaugrana, Barcelona Asistență: 3,215 Arbitri: Mandák, Rudinský |

| 16 februarie 2020 16:50 | Aalborg       | 28–24  | Celje Pivovarna Laško | Jutlander Bank Arena, Aalborg Asistență: 4,640 Arbitri: Pichon, Reveret |
| 16 februarie 2020 16:50 | Strandgaard 6 | (13–9) | Horžen, Leban 5       | Jutlander Bank Arena, Aalborg Asistență: 4,640 Arbitri: Pichon, Reveret |
| 16 februarie 2020 16:50 | 3× 2×         | Raport | 6× 1×                 | Jutlander Bank Arena, Aalborg Asistență: 4,640 Arbitri: Pichon, Reveret |

| 16 februarie 2020 17:00 | MOL-Pick Szeged | 32–29   | PSG Handball | Városi Sportcsarnok, Szeged Asistență: 3,200 Arbitri: Madsen, Mortensen |
| 16 februarie 2020 17:00 | Cañellas 10     | (15–18) | Hansen 7     | Városi Sportcsarnok, Szeged Asistență: 3,200 Arbitri: Madsen, Mortensen |
| 16 februarie 2020 17:00 | 3× 1×           | Raport  | 3× 1×        | Városi Sportcsarnok, Szeged Asistență: 3,200 Arbitri: Madsen, Mortensen |

| 19 februarie 2020 19:00 | SG Flensburg-Handewitt | 34–26   | MOL-Pick Szeged | Flens-Arena, Flensburg Asistență: 4,355 Arbitri: Gubica, Milošević |
| 19 februarie 2020 19:00 | Jurecki 6              | (17–11) | Cañellas 5      | Flens-Arena, Flensburg Asistență: 4,355 Arbitri: Gubica, Milošević |
| 19 februarie 2020 19:00 | 5× 1×                  | Raport  | 6× 2×           | Flens-Arena, Flensburg Asistență: 4,355 Arbitri: Gubica, Milošević |

| 22 februarie 2020 17:15 | PSG Handball | 31–25   | Elverum Håndball | Stade Pierre de Coubertin, Paris Asistență: 3,010 Arbitri: Stark, Ștefan |
| 22 februarie 2020 17:15 | Sagosen 8    | (17–13) | Fredriksen 6     | Stade Pierre de Coubertin, Paris Asistență: 3,010 Arbitri: Stark, Ștefan |
| 22 februarie 2020 17:15 | 3× 1×        | Raport  | 4× 3×            | Stade Pierre de Coubertin, Paris Asistență: 3,010 Arbitri: Stark, Ștefan |

| 22 februarie 2020 18:00 | PPD Zagreb | 31–30   | Aalborg Håndbold | Arena Zagreb, Zagreb Asistență: 2,134 Arbitri: Andorka, Hucker |
| 22 februarie 2020 18:00 | Gadža 9    | (16–15) | Smárason 7       | Arena Zagreb, Zagreb Asistență: 2,134 Arbitri: Andorka, Hucker |
| 22 februarie 2020 18:00 | 6× 2×      | Raport  | 2× 1×            | Arena Zagreb, Zagreb Asistență: 2,134 Arbitri: Andorka, Hucker |

| 23 februarie 2020 17:00 | Celje Pivovarna Laško | 25–37   | FC Barcelona | Arena Zlatorog, Celje Asistență: 5,400 Arbitri: Pavićević, Ražnatović |
| 23 februarie 2020 17:00 | Razgor 9              | (14–19) | Dolenec 7    | Arena Zlatorog, Celje Asistență: 5,400 Arbitri: Pavićević, Ražnatović |
| 23 februarie 2020 17:00 | 2×                    | Raport  | 4× 3×        | Arena Zlatorog, Celje Asistență: 5,400 Arbitri: Pavićević, Ražnatović |

| 26 februarie 2020 19:00 | SG Flensburg-Handewitt | 29–26   | Celje Pivovarna Laško | Flens-Arena, Flensburg Asistență: 4,221 Arbitri: López, Ramírez |
| 26 februarie 2020 19:00 | Golla 8                | (15–12) | Cokan, Razgor 6       | Flens-Arena, Flensburg Asistență: 4,221 Arbitri: López, Ramírez |
| 26 februarie 2020 19:00 | 2× 1×                  | Raport  | 1×                    | Flens-Arena, Flensburg Asistență: 4,221 Arbitri: López, Ramírez |

| 29 februarie 2020 20:00 | FC Barcelona       | 30–28   | MOL-Pick Szeged | Palau Blaugrana, Barcelona Asistență: 3,658 Arbitri: Lah, Sok |
| 29 februarie 2020 20:00 | Cindrić, Dolenec 7 | (13–15) | Bodó 7          | Palau Blaugrana, Barcelona Asistență: 3,658 Arbitri: Lah, Sok |
| 29 februarie 2020 20:00 | 4× 2×              | Raport  | 5× 2×           | Palau Blaugrana, Barcelona Asistență: 3,658 Arbitri: Lah, Sok |

| 1 martie 2020 16:50 | Aalborg       | 30–28   | Elverum Håndball | Jutlander Bank Arena, Aalborg Asistență: 4,782 Arbitri: Mata, López |
| 1 martie 2020 16:50 | Strandgaard 8 | (18–11) | Sandell 7        | Jutlander Bank Arena, Aalborg Asistență: 4,782 Arbitri: Mata, López |
| 1 martie 2020 16:50 | 4× 2×         | Raport  | 5× 3×            | Jutlander Bank Arena, Aalborg Asistență: 4,782 Arbitri: Mata, López |

| 1 martie 2020 17:00 | PSG Handball | 37–26   | PPD Zagreb | Stade Pierre de Coubertin, Paris Asistență: 3,010 Arbitri: Leandersson, Lindroos |
| 1 martie 2020 17:00 | Sagosen 9    | (17–12) | Božović 6  | Stade Pierre de Coubertin, Paris Asistență: 3,010 Arbitri: Leandersson, Lindroos |
| 1 martie 2020 17:00 | 5× 2×        | Raport  | 5× 2×      | Stade Pierre de Coubertin, Paris Asistență: 3,010 Arbitri: Leandersson, Lindroos |

### Grupa B
| Loc | Echipa               | MJ | V  | E | Î  | GM  | GP  | DG  | Pct | Calificare           |
| --- | -------------------- | -- | -- | - | -- | --- | --- | --- | --- | -------------------- |
| 1   | THW Kiel             | 14 | 9  | 2 | 3  | 437 | 398 | +39 | 20  | Sferturile de finală |
| 2   | Telekom Veszprém     | 14 | 10 | 0 | 4  | 448 | 386 | +62 | 20  | Optimile de finală   |
| 3   | PGE Vive Kielce      | 14 | 8  | 2 | 4  | 421 | 389 | +32 | 18  | Optimile de finală   |
| 4   | Montpellier Handball | 14 | 8  | 1 | 5  | 386 | 375 | +11 | 17  | Optimile de finală   |
| 5   | Porto Sofarma        | 14 | 6  | 2 | 6  | 400 | 410 | −10 | 14  | Optimile de finală   |
| 6   | RK Vardar            | 14 | 5  | 1 | 8  | 396 | 444 | −48 | 11  | Optimile de finală   |
| 7   | Meșkov Brest         | 14 | 4  | 0 | 10 | 401 | 431 | −30 | 8   |                      |
| 8   | Motor Zaporojie      | 14 | 1  | 2 | 11 | 406 | 462 | −56 | 4   |                      |

1. 1 2  Kiel 66–59 Veszprém

| 14 septembrie 2019 17:15 | Montpellier Handball | 31–33   | RK Vardar | Palais des sports René-Bougnol, Montpellier Asistență: 2,700 Arbitri: Gjeding, Hansen |
| 14 septembrie 2019 17:15 | Porte 7              | (17–16) | Skube 7   | Palais des sports René-Bougnol, Montpellier Asistență: 2,700 Arbitri: Gjeding, Hansen |
| 14 septembrie 2019 17:15 | 5× 1×                | Raport  | 5×        | Palais des sports René-Bougnol, Montpellier Asistență: 2,700 Arbitri: Gjeding, Hansen |

| 14 septembrie 2019 19:30 | Porto Sofarma | 27–25  | Meșkov Brest | Dragão Caixa, Porto Asistență: 1,196 Arbitri: Pichon, Reveret |
| 14 septembrie 2019 19:30 | Branquinho 8  | (9–15) | Ðukić 10     | Dragão Caixa, Porto Asistență: 1,196 Arbitri: Pichon, Reveret |
| 14 septembrie 2019 19:30 | 4× 1×         | Raport | 2× 1×        | Dragão Caixa, Porto Asistență: 1,196 Arbitri: Pichon, Reveret |

| 15 septembrie 2019 17:00 | Telekom Veszprém  | 40–28   | Motor Zaporojie          | Veszprém Aréna, Veszprém Asistență: 5,019 Arbitri: Marín, García |
| 15 septembrie 2019 17:00 | Gajič, Tønnesen 6 | (17–13) | Malašinskas, Pukhouski 6 | Veszprém Aréna, Veszprém Asistență: 5,019 Arbitri: Marín, García |
| 15 septembrie 2019 17:00 | 4×                | Raport  | 2× 5× 2×                 | Veszprém Aréna, Veszprém Asistență: 5,019 Arbitri: Marín, García |

| 15 septembrie 2019 19:00 | THW Kiel | 30–30   | PGE Vive Kielce      | Sparkassen-Arena, Kiel Asistență: 8,223 Arbitri: Lah, Sok |
| 15 septembrie 2019 19:00 | Bilyk 7  | (14–15) | Dujshebaev, Kulesh 5 | Sparkassen-Arena, Kiel Asistență: 8,223 Arbitri: Lah, Sok |
| 15 septembrie 2019 19:00 | 7× 2× 1× | Raport  | 8× 2×                | Sparkassen-Arena, Kiel Asistență: 8,223 Arbitri: Lah, Sok |

| 21 septembrie 2019 17:30 | Meșkov Brest   | 25–27   | Montpellier Handball | Sala Sporturilor „Victoria”, Brest Arbitri: Geipel, Helbig |
| 21 septembrie 2019 17:30 | Ðukić, Panić 6 | (13–12) | Richardson 7         | Sala Sporturilor „Victoria”, Brest Arbitri: Geipel, Helbig |
| 21 septembrie 2019 17:30 | 2×             | Raport  | 3× 2×                | Sala Sporturilor „Victoria”, Brest Arbitri: Geipel, Helbig |

| 21 septembrie 2019 17:30 | Telekom Veszprém | 31–37   | THW Kiel   | Veszprém Aréna, Veszprém Asistență: 5,019 Arbitri: Pavićević, Ražnatović |
| 21 septembrie 2019 17:30 | Nilsson, Omar 5  | (13–16) | Reinkind 8 | Veszprém Aréna, Veszprém Asistență: 5,019 Arbitri: Pavićević, Ražnatović |
| 21 septembrie 2019 17:30 | 4× 3×            | Raport  | 2× 3×      | Veszprém Aréna, Veszprém Asistență: 5,019 Arbitri: Pavićević, Ražnatović |

| 22 septembrie 2019 17:00 | RK Vardar           | 32–27   | Porto Sofarma | Sala Jane Sandanski, Skopje Asistență: 4,800 Arbitri: Brkic, Jusufhodzic |
| 22 septembrie 2019 17:00 | Čupić, Krištopāns 7 | (14–16) | Branquinho 6  | Sala Jane Sandanski, Skopje Asistență: 4,800 Arbitri: Brkic, Jusufhodzic |
| 22 septembrie 2019 17:00 | 3× 2×               | Raport  | 7× 3×         | Sala Jane Sandanski, Skopje Asistență: 4,800 Arbitri: Brkic, Jusufhodzic |

| 22 septembrie 2019 20:00 | PGE Vive Kielce | 33–26   | Motor Zaporojie      | Hala Legionów, Kielce Asistență: 4,000 Arbitri: Brunner, Salah |
| 22 septembrie 2019 20:00 | Karalek 6       | (22–11) | Pukhouski, Vujović 5 | Hala Legionów, Kielce Asistență: 4,000 Arbitri: Brunner, Salah |
| 22 septembrie 2019 20:00 | 2× 3×           | Raport  | 5× 1×                | Hala Legionów, Kielce Asistență: 4,000 Arbitri: Brunner, Salah |

| 25 septembrie 2019 19:00 | THW Kiel          | 31–23   | Meșkov Brest | Sparkassen-Arena, Kiel Asistență: 7,506 Arbitri: Madsen, Mortensen |
| 25 septembrie 2019 19:00 | Dahmke, Wiencek 5 | (13–12) | Panić 6      | Sparkassen-Arena, Kiel Asistență: 7,506 Arbitri: Madsen, Mortensen |
| 25 septembrie 2019 19:00 | 1×                | Raport  | 2× 1×        | Sparkassen-Arena, Kiel Asistență: 7,506 Arbitri: Madsen, Mortensen |

| 28 septembrie 2019 20:00 | Porto Sofarma | 33–30   | PGE Vive Kielce | Dragão Caixa, Porto Asistență: 1,701 Arbitri: López, Ramírez |
| 28 septembrie 2019 20:00 | Areia 8       | (15–12) | Janc 7          | Dragão Caixa, Porto Asistență: 1,701 Arbitri: López, Ramírez |
| 28 septembrie 2019 20:00 | 5× 3×         | Raport  | 2×              | Dragão Caixa, Porto Asistență: 1,701 Arbitri: López, Ramírez |

| 29 septembrie 2019 17:00 | Motor Zaporojie | 30–31   | RK Vardar  | Palatul Sporturilor „Iujnost”, Zaporojie Asistență: 2,600 Arbitri: Jurinović, Mrvica |
| 29 septembrie 2019 17:00 | Soroka 8        | (18–16) | Dibirov 10 | Palatul Sporturilor „Iujnost”, Zaporojie Asistență: 2,600 Arbitri: Jurinović, Mrvica |
| 29 septembrie 2019 17:00 | 4× 3× 1×        | Raport  | 3× 2×      | Palatul Sporturilor „Iujnost”, Zaporojie Asistență: 2,600 Arbitri: Jurinović, Mrvica |

| 29 septembrie 2019 19:00 | Montpellier Handball | 23–18   | Telekom Veszprém | Sud de France Arena, Montpellier Asistență: 3,000 Arbitri: Zotin, Volodkov |
| 29 septembrie 2019 19:00 | Richardson 8         | (11–10) | Mahé 5           | Sud de France Arena, Montpellier Asistență: 3,000 Arbitri: Zotin, Volodkov |
| 29 septembrie 2019 19:00 | 2× 3×                | Raport  | 3×               | Sud de France Arena, Montpellier Asistență: 3,000 Arbitri: Zotin, Volodkov |

| 12 octombrie 2019 17:30 | RK Vardar | 20–31  | THW Kiel           | Sala Jane Sandanski, Skopje Asistență: 5,500 Arbitri: Brunner, Salah |
| 12 octombrie 2019 17:30 | Dibirov 5 | (4–16) | Duvnjak, Pekeler 6 | Sala Jane Sandanski, Skopje Asistență: 5,500 Arbitri: Brunner, Salah |
| 12 octombrie 2019 17:30 | 1× 2×     | Raport | 3× 2×              | Sala Jane Sandanski, Skopje Asistență: 5,500 Arbitri: Brunner, Salah |

| 12 octombrie 2019 18:00 | PGE Vive Kielce | 27–29   | Montpellier Handball | Hala Legionów, Kielce Asistență: 4,199 Arbitri: Gubica, Milošević |
| 12 octombrie 2019 18:00 | Janc 7          | (12–14) | Soussi, Villeminot 6 | Hala Legionów, Kielce Asistență: 4,199 Arbitri: Gubica, Milošević |
| 12 octombrie 2019 18:00 | 3× 1×           | Raport  | 3× 2×                | Hala Legionów, Kielce Asistență: 4,199 Arbitri: Gubica, Milošević |

| 12 octombrie 2019 18:30 | Meșkov Brest | 33–31   | Motor Zaporojie | Sala Sporturilor „Victoria”, Brest Asistență: 2,700 Arbitri: Jørum, Kleven |
| 12 octombrie 2019 18:30 | Accambray 6  | (16–19) | Malašinskas 9   | Sala Sporturilor „Victoria”, Brest Asistență: 2,700 Arbitri: Jørum, Kleven |
| 12 octombrie 2019 18:30 | 3× 1×        | Raport  | 1×              | Sala Sporturilor „Victoria”, Brest Asistență: 2,700 Arbitri: Jørum, Kleven |

| 13 octombrie 2019 15:00 | Telekom Veszprém | 38–28   | Porto Sofarma | Veszprém Aréna, Veszprém Asistență: 4,809 Arbitri: Sondors, Līcis |
| 13 octombrie 2019 15:00 | Nilsson 8        | (19–16) | Iturriza 6    | Veszprém Aréna, Veszprém Asistență: 4,809 Arbitri: Sondors, Līcis |
| 13 octombrie 2019 15:00 | 3× 2×            | Raport  | 2× 3×         | Veszprém Aréna, Veszprém Asistență: 4,809 Arbitri: Sondors, Līcis |

| 19 octombrie 2019 17:00 | Meșkov Brest | 27–31  | PGE Vive Kielce | Sala Sporturilor „Victoria”, Brest Asistență: 3,100 Arbitri: Horáček, Novotný |
| 19 octombrie 2019 17:00 | Accambray 6  | (9–15) | Kulesh 6        | Sala Sporturilor „Victoria”, Brest Asistență: 3,100 Arbitri: Horáček, Novotný |
| 19 octombrie 2019 17:00 | 5× 2× 1×     | Raport | 6× 2×           | Sala Sporturilor „Victoria”, Brest Asistență: 3,100 Arbitri: Horáček, Novotný |

| 19 octombrie 2019 17:15 | Montpellier Handball | 30–33   | THW Kiel   | Sud de France Arena, Montpellier Arbitri: Mažeika, Gatelis |
| 19 octombrie 2019 17:15 | Grébille 8           | (16–17) | Nilsson 11 | Sud de France Arena, Montpellier Arbitri: Mažeika, Gatelis |
| 19 octombrie 2019 17:15 | 2× 3×                | Raport  | 1×         | Sud de France Arena, Montpellier Arbitri: Mažeika, Gatelis |

| 19 octombrie 2019 17:30 | Telekom Veszprém | 39–30   | RK Vardar | Veszprém Aréna, Veszprém Arbitri: Pichon, Reveret |
| 19 octombrie 2019 17:30 | Schmidt 8        | (21–17) | Dibirov 8 | Veszprém Aréna, Veszprém Arbitri: Pichon, Reveret |
| 19 octombrie 2019 17:30 | 5× 2× 1×         | Raport  | 2× 5× 1×  | Veszprém Aréna, Veszprém Arbitri: Pichon, Reveret |

| 19 octombrie 2019 19:30 | Porto Sofarma | 35–35   | Motor Zaporojie | Dragão Caixa, Porto Asistență: 1,465 Arbitri: Madsen, Mortensen |
| 19 octombrie 2019 19:30 | Gomes 8       | (15–15) | Pukhouski 12    | Dragão Caixa, Porto Asistență: 1,465 Arbitri: Madsen, Mortensen |
| 19 octombrie 2019 19:30 | 4× 1×         | Raport  | 6× 3×           | Dragão Caixa, Porto Asistență: 1,465 Arbitri: Madsen, Mortensen |

| 2 noiembrie 2019 15:00 | PGE Vive Kielce  | 34–33   | Telekom Veszprém | Hala Legionów, Kielce Asistență: 4,200 Arbitri: Gjeding, Hansen |
| 2 noiembrie 2019 15:00 | A. Dujshebaev 11 | (17–17) | Gajić 7          | Hala Legionów, Kielce Asistență: 4,200 Arbitri: Gjeding, Hansen |
| 2 noiembrie 2019 15:00 | 5× 2×            | Raport  | 7× 2×            | Hala Legionów, Kielce Asistență: 4,200 Arbitri: Gjeding, Hansen |

| 2 noiembrie 2019 19:30 | Porto Sofarma | 23–23   | Montpellier Handball | Dragão Caixa, Porto Asistență: 1,989 Arbitri: López, Ramírez |
| 2 noiembrie 2019 19:30 | Iturriza 4    | (11–10) | Duarte 6             | Dragão Caixa, Porto Asistență: 1,989 Arbitri: López, Ramírez |
| 2 noiembrie 2019 19:30 | 1× 4× 1×      | Raport  | 1× 5× 1×             | Dragão Caixa, Porto Asistență: 1,989 Arbitri: López, Ramírez |

| 3 noiembrie 2019 17:00 | RK Vardar    | 36–31   | Meșkov Brest | Sala Jane Sandanski, Skopje Asistență: 4,900 Arbitri: Elíasson, Pálsson |
| 3 noiembrie 2019 17:00 | Krištopāns 9 | (19–17) | Vailupau 9   | Sala Jane Sandanski, Skopje Asistență: 4,900 Arbitri: Elíasson, Pálsson |
| 3 noiembrie 2019 17:00 | 4× 3×        | Raport  | 8× 3×        | Sala Jane Sandanski, Skopje Asistență: 4,900 Arbitri: Elíasson, Pálsson |

| 3 noiembrie 2019 17:00 | Motor Zaporojie    | 27–30   | THW Kiel   | Palatul Sporturilor „Iujnost”, Zaporojie Asistență: 3,100 Arbitri: Kurtagic, Wetterwik |
| 3 noiembrie 2019 17:00 | Jaanimaa, Soroka 5 | (13–15) | Reinkind 7 | Palatul Sporturilor „Iujnost”, Zaporojie Asistență: 3,100 Arbitri: Kurtagic, Wetterwik |
| 3 noiembrie 2019 17:00 | 2×                 | Raport  | 1×         | Palatul Sporturilor „Iujnost”, Zaporojie Asistență: 3,100 Arbitri: Kurtagic, Wetterwik |

| 9 noiembrie 2019 17:30 | RK Vardar | 28–28   | PGE Vive Kielce | Sala Jane Sandanski, Skopje Asistență: 4,900 Arbitri: Schulze, Tönnies |
| 9 noiembrie 2019 17:30 | Skube 7   | (17–16) | Janc 7          | Sala Jane Sandanski, Skopje Asistență: 4,900 Arbitri: Schulze, Tönnies |
| 9 noiembrie 2019 17:30 | 4× 2×     | Raport  | 6×              | Sala Jane Sandanski, Skopje Asistență: 4,900 Arbitri: Schulze, Tönnies |

| 9 noiembrie 2019 17:30 | Meșkov Brest | 30–37   | Telekom Veszprém | Sala Sporturilor „Victoria”, Brest Asistență: 2,700 Arbitri: Gubica, Milošević |
| 9 noiembrie 2019 17:30 | Vailupau 5   | (17–20) | Gajić, Nenadić 8 | Sala Sporturilor „Victoria”, Brest Asistență: 2,700 Arbitri: Gubica, Milošević |
| 9 noiembrie 2019 17:30 | 4×           | Raport  | 2× 1×            | Sala Sporturilor „Victoria”, Brest Asistență: 2,700 Arbitri: Gubica, Milošević |

| 10 noiembrie 2019 17:00 | Motor Zaporojie | 25–26   | Montpellier Handball     | Palatul Sporturilor „Iujnost”, Zaporojie Asistență: 2,670 Arbitri: Lah, Sok |
| 10 noiembrie 2019 17:00 | Babichev 7      | (17–12) | Descat, Truchanovicius 5 | Palatul Sporturilor „Iujnost”, Zaporojie Asistență: 2,670 Arbitri: Lah, Sok |
| 10 noiembrie 2019 17:00 | 5× 3×           | Raport  | 5× 2×                    | Palatul Sporturilor „Iujnost”, Zaporojie Asistență: 2,670 Arbitri: Lah, Sok |

| 10 noiembrie 2019 19:00 | THW Kiel | 27–28   | Porto Sofarma | Sparkassen-Arena, Kiel Asistență: 8,011 Arbitri: Jørum, Kleven |
| 10 noiembrie 2019 19:00 | Ekberg 7 | (14–13) | Iturriza 6    | Sparkassen-Arena, Kiel Asistență: 8,011 Arbitri: Jørum, Kleven |
| 10 noiembrie 2019 19:00 | 3× 1×    | Raport  | 4× 2× 1×      | Sparkassen-Arena, Kiel Asistență: 8,011 Arbitri: Jørum, Kleven |

| 13 noiembrie 2019 20:00 | Porto Sofarma | 29–30   | THW Kiel             | Dragão Caixa, Porto Asistență: 1,916 Arbitri: Elíasson, Pálsson |
| 13 noiembrie 2019 20:00 | Iturriza 6    | (16–14) | M. Landin Jacobsen 9 | Dragão Caixa, Porto Asistență: 1,916 Arbitri: Elíasson, Pálsson |
| 13 noiembrie 2019 20:00 | 3×            | Raport  | 4×                   | Dragão Caixa, Porto Asistență: 1,916 Arbitri: Elíasson, Pálsson |

| 16 noiembrie 2019 17:30 | Telekom Veszprém | 31–25   | Meșkov Brest | Veszprém Aréna, Veszprém Asistență: 5,019 Arbitri: Brunovský, Čanda |
| 16 noiembrie 2019 17:30 | trei jucători 5  | (14–14) | Accambray 5  | Veszprém Aréna, Veszprém Asistență: 5,019 Arbitri: Brunovský, Čanda |
| 16 noiembrie 2019 17:30 | 4× 1×            | Raport  | 1× 2×        | Veszprém Aréna, Veszprém Asistență: 5,019 Arbitri: Brunovský, Čanda |

| 16 noiembrie 2019 18:00 | PGE Vive Kielce    | 35–25   | RK Vardar | Hala Legionów, Kielce Asistență: 4,200 Arbitri: López, Ramírez |
| 16 noiembrie 2019 18:00 | Karačić, Karalek 6 | (17–14) | Dibirov 9 | Hala Legionów, Kielce Asistență: 4,200 Arbitri: López, Ramírez |
| 16 noiembrie 2019 18:00 | 4× 2×              | Raport  | 2× 1×     | Hala Legionów, Kielce Asistență: 4,200 Arbitri: López, Ramírez |

| 17 noiembrie 2019 19:00 | Montpellier Handball | 34–30   | Motor Zaporojie | Palais des sports René-Bougnol, Montpellier Asistență: 3,000 Arbitri: Pavićević, Ražnatović |
| 17 noiembrie 2019 19:00 | Descat, Lenne 8      | (16–15) | Soroka 5        | Palais des sports René-Bougnol, Montpellier Asistență: 3,000 Arbitri: Pavićević, Ražnatović |
| 17 noiembrie 2019 19:00 | 4× 1×                | Raport  | 7× 1×           | Palais des sports René-Bougnol, Montpellier Asistență: 3,000 Arbitri: Pavićević, Ražnatović |

| 20 noiembrie 2019 19:00 | THW Kiel | 32–32   | Motor Zaporojie | Sparkassen-Arena, Kiel Asistență: 7,618 Arbitri: Baďura, Ondogrecula |
| 20 noiembrie 2019 19:00 | Ekberg 9 | (16–17) | Pukhouski 10    | Sparkassen-Arena, Kiel Asistență: 7,618 Arbitri: Baďura, Ondogrecula |
| 20 noiembrie 2019 19:00 | 1× 2×    | Raport  | 5× 2×           | Sparkassen-Arena, Kiel Asistență: 7,618 Arbitri: Baďura, Ondogrecula |

| 23 noiembrie 2019 17:15 | Montpellier Handball  | 22–27   | Porto Sofarma | Palais des sports René-Bougnol, Montpellier Asistență: 3,010 Arbitri: Jurinović, Mrvica |
| 23 noiembrie 2019 17:15 | Simonet, Villeminot 5 | (10–14) | Martins 7     | Palais des sports René-Bougnol, Montpellier Asistență: 3,010 Arbitri: Jurinović, Mrvica |
| 23 noiembrie 2019 17:15 | 1× 2×                 | Raport  | 2×            | Palais des sports René-Bougnol, Montpellier Asistență: 3,010 Arbitri: Jurinović, Mrvica |

| 23 noiembrie 2019 17:30 | Meșkov Brest | 31–22   | RK Vardar | Sala Sporturilor „Victoria”, Brest Asistență: 2,400 Arbitri: Pavićević, Ražnatović |
| 23 noiembrie 2019 17:30 | Vailupau 12  | (12–13) | Stoilov 6 | Sala Sporturilor „Victoria”, Brest Asistență: 2,400 Arbitri: Pavićević, Ražnatović |
| 23 noiembrie 2019 17:30 | 2× 1×        | Raport  | 3× 2×     | Sala Sporturilor „Victoria”, Brest Asistență: 2,400 Arbitri: Pavićević, Ražnatović |

| 23 noiembrie 2019 17:30 | Telekom Veszprém | 28–24   | PGE Vive Kielce | Veszprém Aréna, Veszprém Asistență: 5,125 Arbitri: Mažeika, Gatelis |
| 23 noiembrie 2019 17:30 | Nilsson 5        | (13–15) | Karalek 6       | Veszprém Aréna, Veszprém Asistență: 5,125 Arbitri: Mažeika, Gatelis |
| 23 noiembrie 2019 17:30 | 8× 2×            | Raport  | 3×              | Veszprém Aréna, Veszprém Asistență: 5,125 Arbitri: Mažeika, Gatelis |

| 27 noiembrie 2019 18:00 | Motor Zaporojie | 33–29   | Porto Sofarma       | Palatul Sporturilor „Iujnost”, Zaporojie Asistență: 1,800 Arbitri: Boričič, Marković |
| 27 noiembrie 2019 18:00 | Soroka 10       | (19–16) | Branquinho, Gomes 6 | Palatul Sporturilor „Iujnost”, Zaporojie Asistență: 1,800 Arbitri: Boričič, Marković |
| 27 noiembrie 2019 18:00 | 5× 2×           | Raport  | 6× 3× 1×            | Palatul Sporturilor „Iujnost”, Zaporojie Asistență: 1,800 Arbitri: Boričič, Marković |

| 30 noiembrie 2019 15:00 | PGE Vive Kielce | 30–24   | Meșkov Brest | Hala Legionów, Kielce Asistență: 4,200 Arbitri: Kurtagic, Wetterwik |
| 30 noiembrie 2019 15:00 | Janc 7          | (12–11) | Accambray 6  | Hala Legionów, Kielce Asistență: 4,200 Arbitri: Kurtagic, Wetterwik |
| 30 noiembrie 2019 15:00 | 6× 3×           | Raport  | 4× 1×        | Hala Legionów, Kielce Asistență: 4,200 Arbitri: Kurtagic, Wetterwik |

| 30 noiembrie 2019 17:30 | THW Kiel | 33–32   | Montpellier Handball | Sparkassen-Arena, Kiel Asistență: 9,318 Arbitri: Horáček, Novotný |
| 30 noiembrie 2019 17:30 | Bilyk 8  | (16–19) | Porte 7              | Sparkassen-Arena, Kiel Asistență: 9,318 Arbitri: Horáček, Novotný |
| 30 noiembrie 2019 17:30 | 2× 1×    | Raport  | 8× 2× 1×             | Sparkassen-Arena, Kiel Asistență: 9,318 Arbitri: Horáček, Novotný |

| 1 decembrie 2019 17:00 | RK Vardar | 29–38   | Telekom Veszprém | Sala Jane Sandanski, Skopje Asistență: 5,500 Arbitri: Madsen, Mortensen |
| 1 decembrie 2019 17:00 | Atman 7   | (15–22) | Nenadić 11       | Sala Jane Sandanski, Skopje Asistență: 5,500 Arbitri: Madsen, Mortensen |
| 1 decembrie 2019 17:00 | 1× 2×     | Raport  | 4× 1×            | Sala Jane Sandanski, Skopje Asistență: 5,500 Arbitri: Madsen, Mortensen |

| 5 februarie 2020 19:00 | THW Kiel | 34–23   | RK Vardar    | Sparkassen-Arena, Kiel Asistență: 9,024 Arbitri: Sondors, Līcis |
| 5 februarie 2020 19:00 | Ekberg 8 | (18–14) | Krištopāns 6 | Sparkassen-Arena, Kiel Asistență: 9,024 Arbitri: Sondors, Līcis |
| 5 februarie 2020 19:00 | 3×       | Raport  | 3×           | Sparkassen-Arena, Kiel Asistență: 9,024 Arbitri: Sondors, Līcis |

| 8 februarie 2020 16:00 | Porto Sofarma | 24–31  | Telekom Veszprém | Dragão Caixa, Porto Asistență: 1,726 Arbitri: Erdoğan, Özdeniz |
| 8 februarie 2020 16:00 | Branquinho 6  | (9–14) | Borozan 7        | Dragão Caixa, Porto Asistență: 1,726 Arbitri: Erdoğan, Özdeniz |
| 8 februarie 2020 16:00 | 3× 2× 1×      | Raport | 3× 1×            | Dragão Caixa, Porto Asistență: 1,726 Arbitri: Erdoğan, Özdeniz |

| 8 februarie 2020 17:15 | Montpellier Handball | 25–24   | PGE Vive Kielce  | Palais des sports René-Bougnol, Montpellier Asistență: 3,000 Arbitri: Nikolić, Stojković |
| 8 februarie 2020 17:15 | Descat 10            | (12–14) | Kulesh, Moryto 5 | Palais des sports René-Bougnol, Montpellier Asistență: 3,000 Arbitri: Nikolić, Stojković |
| 8 februarie 2020 17:15 | 5× 2×                | Raport  | 4× 1×            | Palais des sports René-Bougnol, Montpellier Asistență: 3,000 Arbitri: Nikolić, Stojković |

| 9 februarie 2020 17:00 | Motor Zaporojie          | 33–36   | Meșkov Brest   | Palatul Sporturilor „Iujnost”, Zaporojie Asistență: 2,250 Arbitri: Vešović, Mitrović |
| 9 februarie 2020 17:00 | Malašinskas, Pukhouski 6 | (17–18) | Shkurinskiy 10 | Palatul Sporturilor „Iujnost”, Zaporojie Asistență: 2,250 Arbitri: Vešović, Mitrović |
| 9 februarie 2020 17:00 | 5× 2×                    | Raport  | 2× 1×          | Palatul Sporturilor „Iujnost”, Zaporojie Asistență: 2,250 Arbitri: Vešović, Mitrović |

| 12 februarie 2020 19:00 | THW Kiel | 29–28   | Telekom Veszprém   | Sparkassen-Arena, Kiel Asistență: 10,285 Arbitri: Jurinović, Mrvica |
| 12 februarie 2020 19:00 | Ekberg 8 | (15–15) | Borozan, Nilsson 5 | Sparkassen-Arena, Kiel Asistență: 10,285 Arbitri: Jurinović, Mrvica |
| 12 februarie 2020 19:00 | 1×       | Raport  | 2× 3×              | Sparkassen-Arena, Kiel Asistență: 10,285 Arbitri: Jurinović, Mrvica |

| 15 februarie 2020 15:00 | PGE Vive Kielce | 30–25   | Porto Sofarma        | Hala Legionów, Kielce Asistență: 4,100 Arbitri: Covalciuc, Covalciuc |
| 15 februarie 2020 15:00 | Dujshebaev 7    | (12–12) | Magalhães, Martins 5 | Hala Legionów, Kielce Asistență: 4,100 Arbitri: Covalciuc, Covalciuc |
| 15 februarie 2020 15:00 | 1× 2×           | Raport  | 4× 3×                | Hala Legionów, Kielce Asistență: 4,100 Arbitri: Covalciuc, Covalciuc |

| 15 februarie 2020 17:15 | Montpellier Handball | 30–26   | Meșkov Brest | Palais des sports René-Bougnol, Montpellier Asistență: 3,000 Arbitri: Brkic, Jusufhodzic |
| 15 februarie 2020 17:15 | Descat 11            | (16–14) | Baranau 5    | Palais des sports René-Bougnol, Montpellier Asistență: 3,000 Arbitri: Brkic, Jusufhodzic |
| 15 februarie 2020 17:15 | 3× 2×                | Raport  | 3×           | Palais des sports René-Bougnol, Montpellier Asistență: 3,000 Arbitri: Brkic, Jusufhodzic |

| 15 februarie 2020 17:30 | RK Vardar | 38–28   | Motor Zaporojie | Sala Jane Sandanski, Skopje Asistență: 4,200 Arbitri: Mažeika, Gatelis |
| 15 februarie 2020 17:30 | Skube 8   | (16–11) | Pukhouski 7     | Sala Jane Sandanski, Skopje Asistență: 4,200 Arbitri: Mažeika, Gatelis |
| 15 februarie 2020 17:30 | 2× 1×     | Raport  | 4× 3×           | Sala Jane Sandanski, Skopje Asistență: 4,200 Arbitri: Mažeika, Gatelis |

| 20 februarie 2020 18:00 | Motor Zaporojie | 26–33   | PGE Vive Kielce | Palatul Sporturilor „Iujnost”, Zaporojie Asistență: 1,600 Arbitri: Sondors, Līcis |
| 20 februarie 2020 18:00 | Kozakevych 5    | (14–19) | Karalek 8       | Palatul Sporturilor „Iujnost”, Zaporojie Asistență: 1,600 Arbitri: Sondors, Līcis |
| 20 februarie 2020 18:00 | 4× 2×           | Raport  | 5× 1×           | Palatul Sporturilor „Iujnost”, Zaporojie Asistență: 1,600 Arbitri: Sondors, Līcis |

| 22 februarie 2020 16:00 | Porto Sofarma   | 30–22   | RK Vardar    | Dragão Caixa, Porto Asistență: 1,711 Arbitri: Horváth, Marton |
| 22 februarie 2020 16:00 | trei jucători 5 | (11–10) | Shishkarev 7 | Dragão Caixa, Porto Asistență: 1,711 Arbitri: Horváth, Marton |
| 22 februarie 2020 16:00 | 1× 3×           | Raport  | 3× 2×        | Dragão Caixa, Porto Asistență: 1,711 Arbitri: Horváth, Marton |

| 22 februarie 2020 17:30 | Meșkov Brest | 33–30   | THW Kiel  | Sala Sporturilor „Victoria”, Brest Asistență: 3,300 Arbitri: Gasmi, Gasmi |
| 22 februarie 2020 17:30 | Vailupau 11  | (16–13) | Nilsson 8 | Sala Sporturilor „Victoria”, Brest Asistență: 3,300 Arbitri: Gasmi, Gasmi |
| 22 februarie 2020 17:30 | 1×           | Raport  | 1×        | Sala Sporturilor „Victoria”, Brest Asistență: 3,300 Arbitri: Gasmi, Gasmi |

| 23 februarie 2020 17:00 | Telekom Veszprém | 24–23   | Montpellier Handball | Veszprém Aréna, Veszprém Asistență: 5,019 Arbitri: Kurtagic, Wetterwik |
| 23 februarie 2020 17:00 | Gajić 7          | (16–14) | Descat 6             | Veszprém Aréna, Veszprém Asistență: 5,019 Arbitri: Kurtagic, Wetterwik |
| 23 februarie 2020 17:00 | 3× 1×            | Raport  | 1× 2×                | Veszprém Aréna, Veszprém Asistență: 5,019 Arbitri: Kurtagic, Wetterwik |

| 29 februarie 2020 17:30 | RK Vardar | 27–31   | Montpellier Handball | Sala Jane Sandanski, Skopje Asistență: 3,500 Arbitri: Baďura, Ondogrecula |
| 29 februarie 2020 17:30 | Stoilov 7 | (13–14) | Descat 8             | Sala Jane Sandanski, Skopje Asistență: 3,500 Arbitri: Baďura, Ondogrecula |
| 29 februarie 2020 17:30 | 2×        | Raport  | 2×                   | Sala Jane Sandanski, Skopje Asistență: 3,500 Arbitri: Baďura, Ondogrecula |

| 29 februarie 2020 17:30 | Motor Zaporojie | 22–32  | Telekom Veszprém | Palatul Sporturilor „Iujnost”, Zaporojie Asistență: 1,200 Arbitri: Horáček, Novotný |
| 29 februarie 2020 17:30 | Denysov 5       | (8–17) | Gajić 5          | Palatul Sporturilor „Iujnost”, Zaporojie Asistență: 1,200 Arbitri: Horáček, Novotný |
| 29 februarie 2020 17:30 | 2×              | Raport | 2×               | Palatul Sporturilor „Iujnost”, Zaporojie Asistență: 1,200 Arbitri: Horáček, Novotný |

| 29 februarie 2020 17:30 | Meșkov Brest | 32–35   | Porto Sofarma | Sala Sporturilor „Victoria”, Brest Asistență: 3,100 Arbitri: Nikolić, Stojković |
| 29 februarie 2020 17:30 | Malus 10     | (13–17) | Alves 5       | Sala Sporturilor „Victoria”, Brest Asistență: 3,100 Arbitri: Nikolić, Stojković |
| 29 februarie 2020 17:30 | 3×           | Raport  | 6× 2×         | Sala Sporturilor „Victoria”, Brest Asistență: 3,100 Arbitri: Nikolić, Stojković |

| 29 februarie 2020 18:00 | PGE Vive Kielce | 32–30   | THW Kiel | Hala Legionów, Kielce Asistență: 4,200 Arbitri: Nikolov, Nachevski |
| 29 februarie 2020 18:00 | A. Dujshebaev 6 | (16–18) | Ekberg 8 | Hala Legionów, Kielce Asistență: 4,200 Arbitri: Nikolov, Nachevski |
| 29 februarie 2020 18:00 | 5× 2×           | Raport  | 5× 1×    | Hala Legionów, Kielce Asistență: 4,200 Arbitri: Nikolov, Nachevski |

### Grupa C
| Loc | Echipa            | MJ | V | E | Î | GM  | GP  | DG  | Pct | Calificare |
| --- | ----------------- | -- | - | - | - | --- | --- | --- | --- | ---------- |
| 1   | Bidasoa Irun      | 10 | 6 | 3 | 1 | 297 | 246 | +51 | 15  | Playoff    |
| 2   | Sporting CP       | 10 | 6 | 2 | 2 | 309 | 266 | +43 | 14  | Playoff    |
| 3   | IK Sävehof        | 10 | 6 | 0 | 4 | 268 | 278 | −10 | 12  |            |
| 4   | Tatran Prešov     | 10 | 3 | 1 | 6 | 260 | 279 | −19 | 7   |            |
| 5   | Riihimäki Cocks   | 10 | 3 | 0 | 7 | 239 | 290 | −51 | 6   |            |
| 6   | Eurofarm Rabotnik | 10 | 3 | 0 | 7 | 265 | 279 | −14 | 6   |            |

1. 1 2  Riihimäki Cocks 53–52 Eurofarm Rabotnik

| 11 septembrie 2019 18:00 | Riihimäki Cocks       | 25–30   | IK Sävehof  | Cocks Areena, Riihimäki Asistență: 1,217 Arbitri: Covalciuc, Covalciuc |
| 11 septembrie 2019 18:00 | Lukianciuk, Semenov 6 | (13–18) | Bogojevic 8 | Cocks Areena, Riihimäki Asistență: 1,217 Arbitri: Covalciuc, Covalciuc |
| 11 septembrie 2019 18:00 | 5× 1×                 | Raport  | 5× 1×       | Cocks Areena, Riihimäki Asistență: 1,217 Arbitri: Covalciuc, Covalciuc |

| 14 septembrie 2019 18:00 | Tatran Prešov | 23–25   | Bidasoa Irun | atran Handball Arena, Prešov Asistență: 2,425 Arbitri: Andorka, Hucker |
| 14 septembrie 2019 18:00 | Grzentič 5    | (13–13) | Odriozola 6  | atran Handball Arena, Prešov Asistență: 2,425 Arbitri: Andorka, Hucker |
| 14 septembrie 2019 18:00 | 3× 1×         | Raport  | 1×           | atran Handball Arena, Prešov Asistență: 2,425 Arbitri: Andorka, Hucker |

| 15 septembrie 2019 17:00 | Eurofarm Rabotnik | 29–30   | Sporting CP | Sala Sporturilor Boro Čurlevski, Bitola Asistență: 2,100 Arbitri: Erdoğan, Özdeniz |
| 15 septembrie 2019 17:00 | Jotić, Ostrușko 5 | (16–15) | Ghionea 10  | Sala Sporturilor Boro Čurlevski, Bitola Asistență: 2,100 Arbitri: Erdoğan, Özdeniz |
| 15 septembrie 2019 17:00 | 2× 1×             | Raport  | 2×          | Sala Sporturilor Boro Čurlevski, Bitola Asistență: 2,100 Arbitri: Erdoğan, Özdeniz |

| 18 septembrie 2019 19:00 | IK Sävehof          | 25–24   | Eurofarm Rabotnik | Partille Arena, Partille Asistență: 850 Arbitri: Bolic, Hurich |
| 18 septembrie 2019 19:00 | Karlsson, Sunajko 5 | (10–15) | Jotić 8           | Partille Arena, Partille Asistență: 850 Arbitri: Bolic, Hurich |
| 18 septembrie 2019 19:00 | 3× 1×               | Raport  | 5× 1×             | Partille Arena, Partille Asistență: 850 Arbitri: Bolic, Hurich |

| 21 septembrie 2019 16:00 | Bidasoa Irun | 34–19   | Riihimäki Cocks | Pabellón Polideportivo Artaleku, Irun Asistență: 1,793 Arbitri: Opava, Válek |
| 21 septembrie 2019 16:00 | Zabala 5     | (17–11) | Rönnberg 5      | Pabellón Polideportivo Artaleku, Irun Asistență: 1,793 Arbitri: Opava, Válek |
| 21 septembrie 2019 16:00 | 2×           | Raport  | 3× 2×           | Pabellón Polideportivo Artaleku, Irun Asistență: 1,793 Arbitri: Opava, Válek |

| 21 septembrie 2019 19:30 | Sporting CP | 32–24   | Tatran Prešov | Pavilhão João Rocha, Lisabona Asistență: 1,868 Arbitri: Gousko, Repkin |
| 21 septembrie 2019 19:30 | Marzo 5     | (17–14) | Urban 5       | Pavilhão João Rocha, Lisabona Asistență: 1,868 Arbitri: Gousko, Repkin |
| 21 septembrie 2019 19:30 | 1× 2×       | Raport  | 3× 2×         | Pavilhão João Rocha, Lisabona Asistență: 1,868 Arbitri: Gousko, Repkin |

| 25 septembrie 2019 18:00 | Riihimäki Cocks      | 29–27   | Tatran Prešov | Cocks Areena, Riihimäki Asistență: 787 Arbitri: Stark, Ștefan |
| 25 septembrie 2019 18:00 | Rönnberg, Tamminen 7 | (15–12) | Cabezón 9     | Cocks Areena, Riihimäki Asistență: 787 Arbitri: Stark, Ștefan |
| 25 septembrie 2019 18:00 | 6× 3× 1×             | Raport  | 3× 2×         | Cocks Areena, Riihimäki Asistență: 787 Arbitri: Stark, Ștefan |

| 26 septembrie 2019 19:00 | IK Sävehof   | 29–24   | Sporting CP     | Partille Arena, Partille Asistență: 800 Arbitri: Manea, Iliescu |
| 26 septembrie 2019 19:00 | Edvardsson 6 | (13–10) | Araújo, Marzo 4 | Partille Arena, Partille Asistență: 800 Arbitri: Manea, Iliescu |
| 26 septembrie 2019 19:00 | 3×           | Raport  | 3× 2×           | Partille Arena, Partille Asistență: 800 Arbitri: Manea, Iliescu |

| 29 septembrie 2019 12:10 | Bidasoa Irun | 26–25   | Eurofarm Rabotnik | Pabellón Polideportivo Artaleku, Irun Asistență: 1,698 Arbitri: Cindrić, Gonzurek |
| 29 septembrie 2019 12:10 | Novella 8    | (11–14) | Ostrușko 9        | Pabellón Polideportivo Artaleku, Irun Asistență: 1,698 Arbitri: Cindrić, Gonzurek |
| 29 septembrie 2019 12:10 | 1× 2×        | Raport  | 3× 2× 1×          | Pabellón Polideportivo Artaleku, Irun Asistență: 1,698 Arbitri: Cindrić, Gonzurek |

| 12 octombrie 2019 18:30 | Tatran Prešov | 23–28   | IK Sävehof | atran Handball Arena, Prešov Arbitri: Baumgart, Wild |
| 12 octombrie 2019 18:30 | Cabezón 8     | (10–16) | Salihi 11  | atran Handball Arena, Prešov Arbitri: Baumgart, Wild |
| 12 octombrie 2019 18:30 | 3×            | Raport  | 3×         | atran Handball Arena, Prešov Arbitri: Baumgart, Wild |

| 12 octombrie 2019 19:30 | Sporting CP | 30–30   | Bidasoa Irun | Pavilhão João Rocha, Lisabona Asistență: 1,653 Arbitri: Gasmi, Gasmi |
| 12 octombrie 2019 19:30 | Ghionea 7   | (16–17) | Salinas 8    | Pavilhão João Rocha, Lisabona Asistență: 1,653 Arbitri: Gasmi, Gasmi |
| 12 octombrie 2019 19:30 | 3× 1×       | Raport  | 1× 2×        | Pavilhão João Rocha, Lisabona Asistență: 1,653 Arbitri: Gasmi, Gasmi |

| 13 octombrie 2019 17:00 | Eurofarm Rabotnik | 31–30   | Riihimäki Cocks | Sala Sporturilor Boro Čurlevski, Bitola Asistență: 2,500 Arbitri: Andorka, Hucker |
| 13 octombrie 2019 17:00 | Ostrușko 8        | (17–13) | Tamminen 6      | Sala Sporturilor Boro Čurlevski, Bitola Asistență: 2,500 Arbitri: Andorka, Hucker |
| 13 octombrie 2019 17:00 | 4× 2×             | Raport  | 4× 2×           | Sala Sporturilor Boro Čurlevski, Bitola Asistență: 2,500 Arbitri: Andorka, Hucker |

| 20 octombrie 2019 12:10 | Bidasoa Irun | 39–23   | IK Sävehof | Pabellón Polideportivo Artaleku, Irun Asistență: 1,910 Arbitri: Vešović, Mitrović |
| 20 octombrie 2019 12:10 | Azkue 8      | (21–12) | Blanche 5  | Pabellón Polideportivo Artaleku, Irun Asistență: 1,910 Arbitri: Vešović, Mitrović |
| 20 octombrie 2019 12:10 | 2× 3×        | Raport  | 4× 2×      | Pabellón Polideportivo Artaleku, Irun Asistență: 1,910 Arbitri: Vešović, Mitrović |

| 20 octombrie 2019 17:00 | Eurofarm Rabotnik | 23–24   | Tatran Prešov | Sala Sporturilor Boro Čurlevski, Bitola Asistență: 3,000 Arbitri: Leszczyński, Piechota |
| 20 octombrie 2019 17:00 | Ostrușko 8        | (14–13) | Rábek 7       | Sala Sporturilor Boro Čurlevski, Bitola Asistență: 3,000 Arbitri: Leszczyński, Piechota |
| 20 octombrie 2019 17:00 | 4× 2×             | Raport  | 4× 3×         | Sala Sporturilor Boro Čurlevski, Bitola Asistență: 3,000 Arbitri: Leszczyński, Piechota |

| 20 octombrie 2019 17:00 | Riihimäki Cocks | 25–23   | Sporting CP | Cocks Areena, Riihimäki Asistență: 787 Arbitri: Boričič, Marković |
| 20 octombrie 2019 17:00 | Tamminen 6      | (12–11) | Ghionea 5   | Cocks Areena, Riihimäki Asistență: 787 Arbitri: Boričič, Marković |
| 20 octombrie 2019 17:00 | 5× 2× 1×        | Raport  | 3× 1×       | Cocks Areena, Riihimäki Asistență: 787 Arbitri: Boričič, Marković |

| 2 noiembrie 2019 16:00 | IK Sävehof   | 24–33  | Bidasoa Irun | Partille Arena, Partille Asistență: 1,284 Arbitri: Konjičanin, Konjičanin |
| 2 noiembrie 2019 16:00 | Edvardsson 5 | (9–20) | Salinas 5    | Partille Arena, Partille Asistență: 1,284 Arbitri: Konjičanin, Konjičanin |
| 2 noiembrie 2019 16:00 | 5×           | Raport | 3× 2× 1×     | Partille Arena, Partille Asistență: 1,284 Arbitri: Konjičanin, Konjičanin |

| 2 noiembrie 2019 17:30 | Sporting CP | 39–29   | Riihimäki Cocks | Pavilhão João Rocha, Lisabona Asistență: 1,205 Arbitri: Bolic, Hurich |
| 2 noiembrie 2019 17:30 | Marzo 11    | (23–15) | Tamminen 11     | Pavilhão João Rocha, Lisabona Asistență: 1,205 Arbitri: Bolic, Hurich |
| 2 noiembrie 2019 17:30 | 4× 1×       | Raport  | 5× 1×           | Pavilhão João Rocha, Lisabona Asistență: 1,205 Arbitri: Bolic, Hurich |

| 2 noiembrie 2019 18:00 | Tatran Prešov | 31–29   | Eurofarm Rabotnik | atran Handball Arena, Prešov Asistență: 1,124 Arbitri: Gasmi, Gasmi |
| 2 noiembrie 2019 18:00 | Rábek 10      | (15–14) | Ostrușko 8        | atran Handball Arena, Prešov Asistență: 1,124 Arbitri: Gasmi, Gasmi |
| 2 noiembrie 2019 18:00 | 3×            | Raport  | 5× 2×             | atran Handball Arena, Prešov Asistență: 1,124 Arbitri: Gasmi, Gasmi |

| 9 noiembrie 2019 16:00 | IK Sävehof    | 28–22  | Riihimäki Cocks  | Partille Arena, Partille Asistență: 1,592 Arbitri: Cindrić, Gonzurek |
| 9 noiembrie 2019 16:00 | Brännberger 6 | (12–8) | patru jucători 5 | Partille Arena, Partille Asistență: 1,592 Arbitri: Cindrić, Gonzurek |
| 9 noiembrie 2019 16:00 | 2× 3×         | Raport | 5× 2×            | Partille Arena, Partille Asistență: 1,592 Arbitri: Cindrić, Gonzurek |

| 9 noiembrie 2019 16:00 | Bidasoa Irun   | 27–27   | Tatran Prešov  | Pabellón Polideportivo Artaleku, Irun Asistență: 1,910 Arbitri: Simone, Monitillo |
| 9 noiembrie 2019 16:00 | Renaud-David 6 | (12–15) | Rábek, Urban 6 | Pabellón Polideportivo Artaleku, Irun Asistență: 1,910 Arbitri: Simone, Monitillo |
| 9 noiembrie 2019 16:00 | 2× 1×          | Raport  | 5× 1×          | Pabellón Polideportivo Artaleku, Irun Asistență: 1,910 Arbitri: Simone, Monitillo |

| 9 noiembrie 2019 19:30 | Sporting CP | 36–26   | Eurofarm Rabotnik | Pavilhão João Rocha, Lisabona Asistență: 1,341 Arbitri: Baumgart, Wild |
| 9 noiembrie 2019 19:30 | Rocha 7     | (17–11) | Jotić 8           | Pavilhão João Rocha, Lisabona Asistență: 1,341 Arbitri: Baumgart, Wild |
| 9 noiembrie 2019 19:30 | 2×          | Raport  | 4× 3×             | Pavilhão João Rocha, Lisabona Asistență: 1,341 Arbitri: Baumgart, Wild |

| 13 noiembrie 2019 18:00 | Tatran Prešov | 22–37   | Sporting CP | atran Handball Arena, Prešov Asistență: 1,400 Arbitri: Vešović, Mitrović |
| 13 noiembrie 2019 18:00 | Urban 6       | (10–16) | Ghionea 8   | atran Handball Arena, Prešov Asistență: 1,400 Arbitri: Vešović, Mitrović |
| 13 noiembrie 2019 18:00 | 5× 2×         | Raport  | 4× 1×       | atran Handball Arena, Prešov Asistență: 1,400 Arbitri: Vešović, Mitrović |

| 17 noiembrie 2019 17:00 | Eurofarm Rabotnik | 32–31   | IK Sävehof  | Sala Sporturilor Boro Čurlevski, Bitola Asistență: 2,000 Arbitri: Nabokau, Kulik |
| 17 noiembrie 2019 17:00 | trei jucători 6   | (18–12) | Bogojevic 9 | Sala Sporturilor Boro Čurlevski, Bitola Asistență: 2,000 Arbitri: Nabokau, Kulik |
| 17 noiembrie 2019 17:00 | 2×                | Raport  | 4× 2×       | Sala Sporturilor Boro Čurlevski, Bitola Asistență: 2,000 Arbitri: Nabokau, Kulik |

| 17 noiembrie 2019 17:00 | Riihimäki Cocks | 18–28  | Bidasoa Irun              | Cocks Areena, Riihimäki Asistență: 757 Arbitri: Manea, Iliescu |
| 17 noiembrie 2019 17:00 | Tamminen 5      | (9–12) | Odriozola, Renaud-David 7 | Cocks Areena, Riihimäki Asistență: 757 Arbitri: Manea, Iliescu |
| 17 noiembrie 2019 17:00 | 5× 2×           | Raport | 1×                        | Cocks Areena, Riihimäki Asistență: 757 Arbitri: Manea, Iliescu |

| 20 noiembrie 2019 18:00 | Riihimäki Cocks | 23–21   | Eurofarm Rabotnik | Cocks Areena, Riihimäki Asistență: 575 Arbitri: Backović, Palačković |
| 20 noiembrie 2019 18:00 | Tamminen 6      | (13–13) | Jotić 5           | Cocks Areena, Riihimäki Asistență: 575 Arbitri: Backović, Palačković |
| 20 noiembrie 2019 18:00 | 5× 2×           | Raport  | 3×                | Cocks Areena, Riihimäki Asistență: 575 Arbitri: Backović, Palačković |

| 23 noiembrie 2019 16:00 | IK Sävehof   | 30–29   | Tatran Prešov | Partille Arena, Partille Asistență: 1,012 Arbitri: Vitaku, Vitaku |
| 23 noiembrie 2019 16:00 | Bogojevic 12 | (16–16) | Gatine 7      | Partille Arena, Partille Asistență: 1,012 Arbitri: Vitaku, Vitaku |
| 23 noiembrie 2019 16:00 | 3× 2×        | Raport  | 2×            | Partille Arena, Partille Asistență: 1,012 Arbitri: Vitaku, Vitaku |

| 23 noiembrie 2019 16:00 | Bidasoa Irun | 32–32   | Sporting CP | Pabellón Polideportivo Artaleku, Irun Asistență: 1,925 Arbitri: Madsen, Mortensen |
| 23 noiembrie 2019 16:00 | Odriozola 8  | (16–16) | Marzo 9     | Pabellón Polideportivo Artaleku, Irun Asistență: 1,925 Arbitri: Madsen, Mortensen |
| 23 noiembrie 2019 16:00 | 2×           | Raport  | 5×          | Pabellón Polideportivo Artaleku, Irun Asistență: 1,925 Arbitri: Madsen, Mortensen |

| 30 noiembrie 2019 17:30 | Eurofarm Rabotnik | 25–23   | Bidasoa Irun | Sala Sporturilor Boro Čurlevski, Bitola Asistență: 1,950 Arbitri: Brkic, Jusufhodzic |
| 30 noiembrie 2019 17:30 | Ostrușko 8        | (14–15) | Seri 9       | Sala Sporturilor Boro Čurlevski, Bitola Asistență: 1,950 Arbitri: Brkic, Jusufhodzic |
| 30 noiembrie 2019 17:30 | 3× 2×             | Raport  | 2×           | Sala Sporturilor Boro Čurlevski, Bitola Asistență: 1,950 Arbitri: Brkic, Jusufhodzic |

| 30 noiembrie 2019 18:00 | Sporting CP | 27–20  | IK Sävehof | Pavilhão João Rocha, Lisabona Asistență: 2,564 Arbitri: Zotin, Volodkov |
| 30 noiembrie 2019 18:00 | Frade 6     | (14–9) | Karlsson 5 | Pavilhão João Rocha, Lisabona Asistență: 2,564 Arbitri: Zotin, Volodkov |
| 30 noiembrie 2019 18:00 | 3× 1×       | Raport | 2× 3×      | Pavilhão João Rocha, Lisabona Asistență: 2,564 Arbitri: Zotin, Volodkov |

| 30 noiembrie 2019 18:00 | Tatran Prešov | 30–19   | Riihimäki Cocks | atran Handball Arena, Prešov Asistență: 1,026 Arbitri: Jerlecki, Labun |
| 30 noiembrie 2019 18:00 | Muñoz 8       | (15–11) | Tamminen 8      | atran Handball Arena, Prešov Asistență: 1,026 Arbitri: Jerlecki, Labun |
| 30 noiembrie 2019 18:00 | 5× 1×         | Raport  | 5× 3×           | atran Handball Arena, Prešov Asistență: 1,026 Arbitri: Jerlecki, Labun |

### Grupa D
| Loc | Echipa                | MJ | V | E | Î | GM  | GP  | DG  | Pct | Calificare |
| --- | --------------------- | -- | - | - | - | --- | --- | --- | --- | ---------- |
| 1   | Dinamo București      | 10 | 7 | 3 | 0 | 298 | 256 | +42 | 17  | Playoff    |
| 2   | Orlen Wisła Płock     | 10 | 5 | 1 | 4 | 267 | 260 | +7  | 11  | Playoff    |
| 3   | GOG Håndbold          | 10 | 4 | 1 | 5 | 310 | 319 | −9  | 9   |            |
| 4   | IFK Kristianstad      | 10 | 3 | 3 | 4 | 283 | 298 | −15 | 9   |            |
| 5   | Cehovskie Medvedi     | 10 | 4 | 0 | 6 | 280 | 308 | −28 | 8   |            |
| 6   | Kadetten Schaffhausen | 10 | 2 | 2 | 6 | 280 | 277 | +3  | 6   |            |

1. 1 2  GOG Håndbold 70–61 IFK Kristianstad

| 12 septembrie 2019 20:15 | Kadetten Schaffhausen | 28–28   | Dinamo București | BBC-Arena, Schaffhausen Asistență: 873 Arbitri: Baumgart, Wild |
| 12 septembrie 2019 20:15 | Maros, Šešum 6        | (14–15) | Bannour, Kuduz 5 | BBC-Arena, Schaffhausen Asistență: 873 Arbitri: Baumgart, Wild |
| 12 septembrie 2019 20:15 | 4× 3×                 | Raport  | 4× 2× 1×         | BBC-Arena, Schaffhausen Asistență: 873 Arbitri: Baumgart, Wild |

| 14 septembrie 2019 15:00 | Cehovskie Medvedi   | 25–23  | Orlen Wisła Płock | Palatul Sporturilor „Olimpiskii”, Cehov Asistență: 1,800 Arbitri: Baďura, Ondogrecula |
| 14 septembrie 2019 15:00 | Kiselev, Santalov 6 | (9–7)  | Matulić 5         | Palatul Sporturilor „Olimpiskii”, Cehov Asistență: 1,800 Arbitri: Baďura, Ondogrecula |
| 14 septembrie 2019 15:00 | 2× 1×               | Raport | 5× 3×             | Palatul Sporturilor „Olimpiskii”, Cehov Asistență: 1,800 Arbitri: Baďura, Ondogrecula |

| 15 septembrie 2019 17:00 | IFK Kristianstad | 24–33   | GOG Håndbold | Kristianstad Arena, Kristianstad Asistență: 3,382 Arbitri: Jørum, Kleven |
| 15 septembrie 2019 17:00 | Einarsson 6      | (14–17) | Jakobsen 8   | Kristianstad Arena, Kristianstad Asistență: 3,382 Arbitri: Jørum, Kleven |
| 15 septembrie 2019 17:00 | 2× 1×            | Raport  | 2× 1×        | Kristianstad Arena, Kristianstad Asistență: 3,382 Arbitri: Jørum, Kleven |

| 18 septembrie 2019 17:00 | Dinamo București | 28–25   | IFK Kristianstad | Sala Polivalentă „Dinamo”, București Asistență: 2,000 Arbitri: Álvarez, Bustamante |
| 18 septembrie 2019 17:00 | Asoltanei 6      | (13–10) | Halén 5          | Sala Polivalentă „Dinamo”, București Asistență: 2,000 Arbitri: Álvarez, Bustamante |
| 18 septembrie 2019 17:00 | 5×               | Raport  | 5× 2×            | Sala Polivalentă „Dinamo”, București Asistență: 2,000 Arbitri: Álvarez, Bustamante |

| 21 septembrie 2019 15:00 | Orlen Wisła Płock | 27–23   | Kadetten Schaffhausen | Orlen Arena, Płock Asistență: 2,540 Arbitri: Boričič, Marković |
| 21 septembrie 2019 15:00 | Stenmalm 5        | (16–12) | Frimmel 4             | Orlen Arena, Płock Asistență: 2,540 Arbitri: Boričič, Marković |
| 21 septembrie 2019 15:00 | 5× 3×             | Raport  | 3× 2×                 | Orlen Arena, Płock Asistență: 2,540 Arbitri: Boričič, Marković |

| 22 septembrie 2019 15:10 | GOG Håndbold      | 38–31   | Cehovskie Medvedi | Jyske Bank Arena, Odense Asistență: 3,245 Arbitri: Konjičanin, Konjičanin |
| 22 septembrie 2019 15:10 | Møller, Tilsted 6 | (20–15) | Kosorotov 5       | Jyske Bank Arena, Odense Asistență: 3,245 Arbitri: Konjičanin, Konjičanin |
| 22 septembrie 2019 15:10 | 7× 2×             | Raport  | 5× 2×             | Jyske Bank Arena, Odense Asistență: 3,245 Arbitri: Konjičanin, Konjičanin |

| 25 septembrie 2019 18:00 | Dinamo București | 35–28   | GOG Håndbold | Sala Polivalentă „Dinamo”, București Asistență: 2,200 Arbitri: Sondors, Līcis |
| 25 septembrie 2019 18:00 | Bannour 11       | (17–12) | Jakobsen 8   | Sala Polivalentă „Dinamo”, București Asistență: 2,200 Arbitri: Sondors, Līcis |
| 25 septembrie 2019 18:00 | 5× 2×            | Raport  | 2×           | Sala Polivalentă „Dinamo”, București Asistență: 2,200 Arbitri: Sondors, Līcis |

| 29 septembrie 2019 17:30 | Orlen Wisła Płock | 36–29   | IFK Kristianstad | Orlen Arena, Płock Asistență: 2,500 Arbitri: Mitrevski, Todorovski |
| 29 septembrie 2019 17:30 | Igropulo 6        | (19–13) | Guðmundsson 12   | Orlen Arena, Płock Asistență: 2,500 Arbitri: Mitrevski, Todorovski |
| 29 septembrie 2019 17:30 | 5× 2×             | Raport  | 3× 2×            | Orlen Arena, Płock Asistență: 2,500 Arbitri: Mitrevski, Todorovski |

| 29 septembrie 2019 19:00 | Kadetten Schaffhausen | 32–23   | Cehovskie Medvedi | BBC-Arena, Schaffhausen Asistență: 839 Arbitri: Vešović, Mitrović |
| 29 septembrie 2019 19:00 | Gerbl, Šešum 5        | (15–10) | A.Kotov 4         | BBC-Arena, Schaffhausen Asistență: 839 Arbitri: Vešović, Mitrović |
| 29 septembrie 2019 19:00 | 2×                    | Raport  | 6× 2× 1×          | BBC-Arena, Schaffhausen Asistență: 839 Arbitri: Vešović, Mitrović |

| 10 octombrie 2019 19:00 | IFK Kristianstad | 24–24   | Kadetten Schaffhausen | Kristianstad Arena, Kristianstad Asistență: 3,042 Arbitri: Brunovský, Čanda |
| 10 octombrie 2019 19:00 | Guðmundsson 9    | (11–15) | Császár 7             | Kristianstad Arena, Kristianstad Asistență: 3,042 Arbitri: Brunovský, Čanda |
| 10 octombrie 2019 19:00 | 1× 2×            | Raport  | 3× 2×                 | Kristianstad Arena, Kristianstad Asistență: 3,042 Arbitri: Brunovský, Čanda |

| 12 octombrie 2019 15:00 | Cehovskie Medvedi | 20–30   | Dinamo București | Palatul Sporturilor „Olimpiskii”, Cehov Asistență: 1,020 Arbitri: Erdoğan, Özdeniz |
| 12 octombrie 2019 15:00 | trei jucători 4   | (10–16) | Kuduz 6          | Palatul Sporturilor „Olimpiskii”, Cehov Asistență: 1,020 Arbitri: Erdoğan, Özdeniz |
| 12 octombrie 2019 15:00 | 3× 2× 1×          | Raport  | 7× 1×            | Palatul Sporturilor „Olimpiskii”, Cehov Asistență: 1,020 Arbitri: Erdoğan, Özdeniz |

| 13 octombrie 2019 16:50 | GOG Håndbold | 28–27   | Orlen Wisła Płock | Jyske Bank Arena, Odense Asistență: 3,642 Arbitri: Covalciuc, Covalciuc |
| 13 octombrie 2019 16:50 | Jakobsen 7   | (16–14) | Igropulo, Mihić 5 | Jyske Bank Arena, Odense Asistență: 3,642 Arbitri: Covalciuc, Covalciuc |
| 13 octombrie 2019 16:50 | 4× 2×        | Raport  | 6× 2×             | Jyske Bank Arena, Odense Asistență: 3,642 Arbitri: Covalciuc, Covalciuc |

| 19 octombrie 2019 18:00 | IFK Kristianstad | 36–28   | Cehovskie Medvedi | Kristianstad Arena, Kristianstad Asistență: 3,116 Arbitri: Caçador, Nicolau |
| 19 octombrie 2019 18:00 | Nyfjäll 8        | (19–13) | A.Kotov 5         | Kristianstad Arena, Kristianstad Asistență: 3,116 Arbitri: Caçador, Nicolau |
| 19 octombrie 2019 18:00 | 5× 2×            | Raport  | 2× 1×             | Kristianstad Arena, Kristianstad Asistență: 3,116 Arbitri: Caçador, Nicolau |

| 20 octombrie 2019 15:10 | GOG Håndbold | 35–30   | Kadetten Schaffhausen | Jyske Bank Arena, Odense Asistență: 3,845 Arbitri: Álvarez, Bustamante |
| 20 octombrie 2019 15:10 | Jakobsen 7   | (18–15) | Schelker 7            | Jyske Bank Arena, Odense Asistență: 3,845 Arbitri: Álvarez, Bustamante |
| 20 octombrie 2019 15:10 | 4× 2×        | Raport  | 6× 1×                 | Jyske Bank Arena, Odense Asistență: 3,845 Arbitri: Álvarez, Bustamante |

| 20 octombrie 2019 16:00 | Orlen Wisła Płock | 26–26   | Dinamo București | Orlen Arena, Płock Asistență: 3,500 Arbitri: Horváth, Marton |
| 20 octombrie 2019 16:00 | Mihić, Mindegía 7 | (13–12) | Negru 5          | Orlen Arena, Płock Asistență: 3,500 Arbitri: Horváth, Marton |
| 20 octombrie 2019 16:00 | 5× 2×             | Raport  | 6× 3×            | Orlen Arena, Płock Asistență: 3,500 Arbitri: Horváth, Marton |

| 30 octombrie 2019 18:00 | Dinamo București | 29–20   | Orlen Wisła Płock | Sala Polivalentă „Dinamo”, București Asistență: 2,100 Arbitri: Pandžić, Mošorinski |
| 30 octombrie 2019 18:00 | Alouini, Kuduz 6 | (13–10) | Mlakar 5          | Sala Polivalentă „Dinamo”, București Asistență: 2,100 Arbitri: Pandžić, Mošorinski |
| 30 octombrie 2019 18:00 | 3× 1×            | Raport  | 8× 3×             | Sala Polivalentă „Dinamo”, București Asistență: 2,100 Arbitri: Pandžić, Mošorinski |

| 31 octombrie 2019 20:15 | Kadetten Schaffhausen | 40–28   | GOG Håndbold | BBC-Arena, Schaffhausen Asistență: 1,212 Arbitri: Mitrevski, Todorovski |
| 31 octombrie 2019 20:15 | Császár 16            | (18–11) | Gidsel 6     | BBC-Arena, Schaffhausen Asistență: 1,212 Arbitri: Mitrevski, Todorovski |
| 31 octombrie 2019 20:15 | 6× 2×                 | Raport  | 6× 3×        | BBC-Arena, Schaffhausen Asistență: 1,212 Arbitri: Mitrevski, Todorovski |

| 2 noiembrie 2019 15:00 | Cehovskie Medvedi | 37–26   | IFK Kristianstad | Palatul Sporturilor „Olimpiskii”, Cehov Asistență: 1,500 Arbitri: Leandersson, Lindroos |
| 2 noiembrie 2019 15:00 | Kornev 7          | (20–16) | Ehn, Einarsson 5 | Palatul Sporturilor „Olimpiskii”, Cehov Asistență: 1,500 Arbitri: Leandersson, Lindroos |
| 2 noiembrie 2019 15:00 | 4× 2×             | Raport  | 3× 2×            | Palatul Sporturilor „Olimpiskii”, Cehov Asistență: 1,500 Arbitri: Leandersson, Lindroos |

| 6 noiembrie 2019 17:15 | Dinamo București | 27–26   | Kadetten Schaffhausen | Sala Polivalentă „Dinamo”, București Asistență: 2,023 Arbitri: Bounouara, Sami |
| 6 noiembrie 2019 17:15 | Kuduz 10         | (15–14) | Császár 6             | Sala Polivalentă „Dinamo”, București Asistență: 2,023 Arbitri: Bounouara, Sami |
| 6 noiembrie 2019 17:15 | 4× 2×            | Raport  | 7× 1×                 | Sala Polivalentă „Dinamo”, București Asistență: 2,023 Arbitri: Bounouara, Sami |

| 10 noiembrie 2019 15:10 | GOG Håndbold | 37–37   | IFK Kristianstad | Jyske Bank Arena, Odense Asistență: 3,656 Arbitri: Mandák, Rudinský |
| 10 noiembrie 2019 15:10 | Møller 7     | (15–19) | Nyfjäll 8        | Jyske Bank Arena, Odense Asistență: 3,656 Arbitri: Mandák, Rudinský |
| 10 noiembrie 2019 15:10 | 3×           | Raport  | 4× 3× 1×         | Jyske Bank Arena, Odense Asistență: 3,656 Arbitri: Mandák, Rudinský |

| 10 noiembrie 2019 18:00 | Orlen Wisła Płock | 34–28   | Cehovskie Medvedi | Orlen Arena, Płock Asistență: 3,200 Arbitri: Tzaferopoulos, Bethmann |
| 10 noiembrie 2019 18:00 | Mindegía 10       | (18–15) | K.Kotov 6         | Orlen Arena, Płock Asistență: 3,200 Arbitri: Tzaferopoulos, Bethmann |
| 10 noiembrie 2019 18:00 | 5× 3×             | Raport  | 3× 1×             | Orlen Arena, Płock Asistență: 3,200 Arbitri: Tzaferopoulos, Bethmann |

| 13 noiembrie 2019 19:00 | IFK Kristianstad | 29–29   | Dinamo București | Kristianstad Arena, Kristianstad Asistență: 3,402 Arbitri: Bolic, Hurich |
| 13 noiembrie 2019 19:00 | opt jucători 3   | (16–17) | Kuduz 6          | Kristianstad Arena, Kristianstad Asistență: 3,402 Arbitri: Bolic, Hurich |
| 13 noiembrie 2019 19:00 | 2× 1×            | Raport  | 5× 1×            | Kristianstad Arena, Kristianstad Asistență: 3,402 Arbitri: Bolic, Hurich |

| 16 noiembrie 2019 14:00 | Cehovskie Medvedi | 36–28   | GOG Håndbold            | Palatul Sporturilor „Olimpiskii”, Cehov Asistență: 1,750 Arbitri: Andorka, Hucker |
| 16 noiembrie 2019 14:00 | Santalov 8        | (15–18) | Jakobsen, Ríkharðsson 7 | Palatul Sporturilor „Olimpiskii”, Cehov Asistență: 1,750 Arbitri: Andorka, Hucker |
| 16 noiembrie 2019 14:00 | 7× 2× 1×          | Raport  | 5× 1×                   | Palatul Sporturilor „Olimpiskii”, Cehov Asistență: 1,750 Arbitri: Andorka, Hucker |

| 17 noiembrie 2019 19:00 | Kadetten Schaffhausen | 24–27   | Orlen Wisła Płock | BBC-Arena, Schaffhausen Asistență: 1,165 Arbitri: Erdoğan, Özdeniz |
| 17 noiembrie 2019 19:00 | Šešum 6               | (11–10) | Szita 5           | BBC-Arena, Schaffhausen Asistență: 1,165 Arbitri: Erdoğan, Özdeniz |
| 17 noiembrie 2019 19:00 | 4× 2×                 | Raport  | 6× 4×             | BBC-Arena, Schaffhausen Asistență: 1,165 Arbitri: Erdoğan, Özdeniz |

| 20 noiembrie 2019 18:00 | Dinamo București | 34–23   | Cehovskie Medvedi     | Sala Polivalentă „Dinamo”, București Asistență: 2,100 Arbitri: Budzák, Záhradník |
| 20 noiembrie 2019 18:00 | Bannour 7        | (15–13) | A.Kotov, Ostașcenko 5 | Sala Polivalentă „Dinamo”, București Asistență: 2,100 Arbitri: Budzák, Záhradník |
| 20 noiembrie 2019 18:00 | 5× 3×            | Raport  | 2×                    | Sala Polivalentă „Dinamo”, București Asistență: 2,100 Arbitri: Budzák, Záhradník |

| 23 noiembrie 2019 15:00 | Orlen Wisła Płock | 27–24   | GOG Håndbold | Orlen Arena, Płock Asistență: 3,900 Arbitri: Cindrić, Gonzurek |
| 23 noiembrie 2019 15:00 | Mindegía 7        | (11–13) | Møller 7     | Orlen Arena, Płock Asistență: 3,900 Arbitri: Cindrić, Gonzurek |
| 23 noiembrie 2019 15:00 | 3×                | Raport  | 2×           | Orlen Arena, Płock Asistență: 3,900 Arbitri: Cindrić, Gonzurek |

| 24 noiembrie 2019 19:00 | Kadetten Schaffhausen | 26–29   | IFK Kristianstad | BBC-Arena, Schaffhausen Asistență: 916 Arbitri: Konjičanin, Konjičanin |
| 24 noiembrie 2019 19:00 | patru jucători 4      | (15–15) | Guðmundsson 8    | BBC-Arena, Schaffhausen Asistență: 916 Arbitri: Konjičanin, Konjičanin |
| 24 noiembrie 2019 19:00 | 4× 2×                 | Raport  | 4× 2×            | BBC-Arena, Schaffhausen Asistență: 916 Arbitri: Konjičanin, Konjičanin |

| 27 noiembrie 2019 19:00 | IFK Kristianstad | 24–20  | Orlen Wisła Płock | Kristianstad Arena, Kristianstad Asistență: 3,036 Arbitri: Andorka, Hucker |
| 27 noiembrie 2019 19:00 | Chrintz 10       | (15–9) | Mlakar 7          | Kristianstad Arena, Kristianstad Asistență: 3,036 Arbitri: Andorka, Hucker |
| 27 noiembrie 2019 19:00 | 2× 1×            | Raport | 2× 4×             | Kristianstad Arena, Kristianstad Asistență: 3,036 Arbitri: Andorka, Hucker |

| 30 noiembrie 2019 14:00 | Cehovskie Medvedi | 29–27   | Kadetten Schaffhausen | Palatul Sporturilor „Olimpiskii”, Cehov Asistență: 1,700 Arbitri: Opava, Válek |
| 30 noiembrie 2019 14:00 | K. Kotov 7        | (14–14) | Frimmel 8             | Palatul Sporturilor „Olimpiskii”, Cehov Asistență: 1,700 Arbitri: Opava, Válek |
| 30 noiembrie 2019 14:00 | 1× 3×             | Raport  | 4× 3×                 | Palatul Sporturilor „Olimpiskii”, Cehov Asistență: 1,700 Arbitri: Opava, Válek |

| 1 decembrie 2019 16:50 | GOG Håndbold | 31–32   | Dinamo București | Jyske Bank Arena, Odense Asistență: 2,607 Arbitri: Schulze, Tönnies |
| 1 decembrie 2019 16:50 | Lærke 10     | (16–18) | Bannour 9        | Jyske Bank Arena, Odense Asistență: 2,607 Arbitri: Schulze, Tönnies |
| 1 decembrie 2019 16:50 | 5× 2×        | Raport  | 4× 1×            | Jyske Bank Arena, Odense Asistență: 2,607 Arbitri: Schulze, Tönnies |

## Playoff
Echipele clasate pe primele două locuri în grupele C și D au participat într-un turneu de tip playoff pentru a decide cele două echipe care au avansat în optimile de finală. Câștigătoarele celor două grupe au jucat împotriva echipelor clasate pe locurile 2, în meciuri tur–retur.
| Echipa 1          | Scor gen. | Echipa 2         | Tur   | Retur |
| ----------------- | --------- | ---------------- | ----- | ----- |
| Sporting CP       | 49–52     | Dinamo București | 25–26 | 24–26 |
| Orlen Wisła Płock | 51–49     | Bidasoa Irun     | 32–25 | 19–24 |

### Partide
| 22 februarie 2020 19:30 | Sporting CP | 25–26  | Dinamo București | Pavilhão João Rocha, Lisabona Asistență: 2,468 Arbitri: Jørum, Kleven |
| 22 februarie 2020 19:30 | Ghionea 8   | (9–13) | Kuduz 7          | Pavilhão João Rocha, Lisabona Asistență: 2,468 Arbitri: Jørum, Kleven |
| 22 februarie 2020 19:30 | 4× 1×       | Raport | 5× 2×            | Pavilhão João Rocha, Lisabona Asistență: 2,468 Arbitri: Jørum, Kleven |

| 1 martie 2020 16:30 | Dinamo București | 26–24   | Sporting CP | Sala Polivalentă „Dinamo”, București Asistență: 2,500 Arbitri: Geipel, Helbig |
| 1 martie 2020 16:30 | Asoltanei 7      | (15–12) | Ghionea 5   | Sala Polivalentă „Dinamo”, București Asistență: 2,500 Arbitri: Geipel, Helbig |
| 1 martie 2020 16:30 | 2× 1×            | Raport  | 2× 1×       | Sala Polivalentă „Dinamo”, București Asistență: 2,500 Arbitri: Geipel, Helbig |

Dinamo București a câștigat cu scorul general de 52–49.
| 22 februarie 2020 15:00 | Orlen Wisła Płock | 32–25   | Bidasoa Irun | Orlen Arena, Płock Asistență: 3,500 Arbitri: Bonaventura, Bonaventura |
| 22 februarie 2020 15:00 | Daszek 9          | (17–11) | Azkue 7      | Orlen Arena, Płock Asistență: 3,500 Arbitri: Bonaventura, Bonaventura |
| 22 februarie 2020 15:00 | 6× 1×             | Raport  | 2×           | Orlen Arena, Płock Asistență: 3,500 Arbitri: Bonaventura, Bonaventura |

| 29 februarie 2020 16:00 | Bidasoa Irun   | 24–19   | Orlen Wisła Płock | Pabellón Polideportivo Artaleku, Irun Asistență: 1,911 Arbitri: Gjeding, Hansen |
| 29 februarie 2020 16:00 | Renaud-David 6 | (10–12) | Szita 7           | Pabellón Polideportivo Artaleku, Irun Asistență: 1,911 Arbitri: Gjeding, Hansen |
| 29 februarie 2020 16:00 | 6× 1×          | Raport  | 10×               | Pabellón Polideportivo Artaleku, Irun Asistență: 1,911 Arbitri: Gjeding, Hansen |

Orlen Wisła Płock a câștigat cu scorul general de 51–49.